# 寮國內戰
老挝内战（1953－1975）是左翼老挝人民党巴特寮起事對抗當時統治老撾的右翼老挝王国政府的内战。作为一场代理人战争，交战双方都曾獲得来自冷战兩大陣營的大量援助；蘇聯及中國為首的共產陣營透過北越越共直接支援巴特寮叛軍，而美國為首的資本主義陣營則透過中情局特别行动小组聯同高地赫蒙部落民兵秘密支援王國官軍。由於其焦點常被同期發生而且規模浩大的越南戰爭所掩蓋，被世人称为秘密战争，甚至被部分學者定義作越戰的支線戰場。
老挝王国是越南战争时交战国的秘密战区。1953年10月22日，法国和老挝签订了亲善合作条约，将剩余的法国势力（除了军事控制权）交给老挝皇室。然而该政府中并没有任何左派民族主義游擊隊的代表。除此之外，该条约使老挝成为法兰西联盟的独立成员。
接下来的几年，梭发那·富马亲王领导的中立主义者、占巴塞亲王文翁·纳领导的右派、苏发努冯亲王领导的老挝爱国阵线左派和未来的老挝政府首脑凯山·丰威汉一直在对抗。各方曾多次试图建立一个联合政府，并最终在万象建立一个三方联合的政府。
老挝内战有北越、美国、泰国和南越的直接参与和通过非常规代理人的间接参与，各方都意图控制老挝。北越占领了老挝东部作为胡志明小道运送物资。此外，老挝北部的石缸平原是老挝内战的第二战区。
北越和老挝人民党在1975年取得了战争的胜利。此胜利也是该年共产党在中南半島胜利的一部分。

## 概况
日内瓦会议通过了老挝的中立立场，然而越南人民军依然持续在老挝北部和东南部作战。自1954年，老挝不断试图将北越赶出老挝，但是不管之前的协议和妥协，河内不愿意放弃老挝和老挝共产主义同盟。
北越为了军队和补给能够渗入南越以及帮助越南南方民族解放阵线，在老挝的东南部建立了平行越南边界的胡志明小道。
北越在老挝北部投入了相当大的军事介入，与此同时，他们还扶持一个老挝当地的共产主义叛乱组织——巴特寮，来向皇家老挝政府施压。
美国中情局为了不通过直接的军事介入阻止这些军事行动，训练了一支由三千老挝高山族人（其中多数为高地苗人，也包括瑶族和克木族）组成的游击队，由皇家老挝陆军将军王宝（苗族军队领袖）率领。这支由美国中情局专用航空公司美国航空公司、泰国、老挝皇家空军和美国驻老挝大使指挥的秘密行动支持的军队，成功地使越南人民军、民族解放阵线和巴特寮同盟陷入了摇摆不定的僵局，极大地增长了美国在越战中的势力。
老挝北方的战局在一年中通常取决于天气状况。当11月12月旱季到来时，北越的军事行动也随之开始。因为此时生力军和补给才能通过奠边府经晴雨通车公路穿过丰沙里，或者经7号路穿过位于老挝东北角的石缸平原的芒喷，从北越来到老挝。当六个月后雨季到来，北越军队的补给线被切断，越南共产党会撤回越南。
由于政治上的约束使得胡志明小道免于遭受来自南越的地面攻势，在老挝东南地区针对胡志明小道的战争本质上是由美国空军和美国海军执行的大规模空中轰炸封锁项目。Raven前方侦察机还对东南地区进行了空袭；其余来自南越的前方侦察机也进行了袭击。除此以外的空袭都在事先计划中；此次空中战役中的全面合作由空中指挥和控制中心指挥。
发生在老挝的冲突曾被美国媒体报道，并在新闻报道中被描述为中情局在老挝的秘密战争——因为大量的细节由于政府官方拒绝承认这场战争的存在而无法获得。由于北越政府和美国都签署了针对老挝中立地位的协定，双方对外都不得不否定这场战争。美国的介入被认为是必须的，因为北越实际上占领了老挝的大部分地区，并且模糊其在老挝的角色。尽管美国否认这场战争的存在，老挝战争实际上是美国在苏联阿富汗战争之前最大的秘密行动，北越在老挝控制的地区遭受了有史以来最大规模的炸弹袭击。这场战争的背后是冷战的斗争——美国采取的遏制共产主义的政策以及苏联和中国采取的通过武装起义普及共产主义的政策。

## 老挝内战年表

### 1945年：战争序曲
1945年，驻印度支那的日军发动三九政变，推翻了法国殖民政府，事实上控制了印度支那，安排国王西萨旺·冯于1945年3月9日宣布琅勃拉邦加入大东亚共荣圈，于4月8日发表独立宣言宣布老挝独立建国。时任总督和首相的佩差拉亲王为建立独立经济体，通过位于河内的印度支那财政部建立了老挝皇家财政部。1945年8月15日，控制印度支那的日本无条件投降，第二次世界大战结束。1945年8月18日老挝人民和爱国武装力量在全国各地举行了反日起义，从日本侵略者手里夺回了老挝政权。8月30日，国王西萨旺·冯宣布琅勃拉邦继续作为法国的保护领。
9月，中国陆军第93师从云南省南部进入老挝万象接受日军投降。
9月1日，首相佩差拉亲王在万象宣布法国对老挝的保护国条约失效，因为法国没有保护得了老挝避免日本的占领，老挝独立。9月2日，法国殖民军伞兵突击队空降在琅勃拉邦，控制了国王西萨旺·冯。他曲、沙湾拿吉、沙拉湾、占巴塞等南部各省同意参加统一的老挝。于是在9月14日，首相佩差拉亲王宣布组建寮国自由民族统一战线(简称“伊沙拉”)作为社会政治组织，宗旨是反对法国殖民统治卷土重来，维护老挝统一与独立。:p.1039月17日国王西萨旺·冯公开斥责宣布独立的佩差拉亲王，认为老挝太小而无法独立并且倾向法国的返回，宣称继续继续接受法国保护。10月10日住在沙湾拿吉的国王西萨旺·冯通电解除佩差拉亲王的副王和首相的职务，并宣布恢复到法国殖民统治状态。佩差拉亲王和苏发努冯亲王于10月12日在万象召开了独立庆典及临时国民议会，通过临时宪法，建立以披耶·坎冒为领导的老挝临时抗战政府。10月20日，临时国民议会投票废黜国王西萨旺·冯。
法国突击队空降老挝开始组织游击队力量。在1945年11月前，他们已经组建了4个轻步兵营。 这支新成立的老挝大军从军官到士兵都是法国人。
11月10日，国王西萨旺·冯表态接受临时抗战政府的管辖。
| 寮国自由民族统一战线(伊沙拉)内阁部长 | 寮国自由民族统一战线(伊沙拉)内阁部长 |
| 职位                                 | 官员                                 |
| ------------------------------------ | ------------------------------------ |
| 总理/外交部长                        | 披耶·坎冒                            |
| 公共工程部长                         | 梭发那·富马亲王                      |
| 国防与交通部长                       | 苏发努冯亲王                         |
| 内务与司法部长                       | 宋萨宁亲王                           |
| 财政部长                             | 卡代·萨索里特亲王                    |
| 教育部长                             | 柯乌·阿布海                          |
| 经济事务部长                         | 培·萨纳尼空                          |
| 司法部长                             | 诺萨万亲王                           |
| 国防副部长                           | Sing Ratanasamay                     |
| 经济事务副部长                       | Keuang Pathoumsath                   |
| 外交事务副部长                       | Tham Saygnasithsena                  |

“伊沙拉”临时抗战政府开始于越南居民聚居的沙湾拿吉的起义。苏发努冯亲王指挥一支由缴获当地部落民兵而武装起来的由坚定的独立份子组成的伊沙拉军，与老挝临时抗战政府支持者一同向北进军万象殖民政府行政大楼。苏发努冯亲王强烈主张与抗法的越盟政权签署军事合作条约，并获得了成功。此时，法国军队则由一支中国国军护送逃出老挝进入泰国境内。
然而，寮国自由民族统一战线(“伊沙拉”)在老挝的统一上仅仅取得了微不足道的成果。越盟的地方分支控制了老挝的东北地区，并拒绝帮助“伊沙拉”临时抗战政府。中国国军中央军第93师吕国铨部占领了南至琅勃拉邦的许多城市。法国成立的游击队控制了南部沙湾拿吉和甘蒙两省。支持法国的文翁亲王则占领了南方的占巴塞。
由于以上种种原因和其他原因，寮国自由民族统一战线(“伊沙拉”)无法带领国家抵抗法国殖民政府和军队。

### 1946年：法国重返老挝；北越介入
1946年1月，法国又一次发动对老挝的侵略。他们横扫了波罗芬高原，并组织了6个轻步兵营，其中还增加了一小支法国军队。
1946年3月上旬，在老挝受降的中国政府军依照中法两国政府间协议撤军回国。3月10日法军占领甘蒙。1946年3月21日，苏发努冯亲王指挥的寮国自由民族统一战线伊沙拉军与法军及拥护殖民政府的地方联军在他曲交战。法国进攻方集结了伞兵、炮兵、装甲车和轰炸机。“自由老挝”伊沙拉军伤亡惨重，损失了700名士兵，顾不得250具尸体和150名俘虏便撤退。苏发努冯亲王在前线负伤，被送往对岸的泰国治疗。4月2日，伊沙拉临时抗战政府被迫从万象迁都琅勃拉邦，4月23日承认西萨旺·冯为国王，国王则承认伊沙拉临时抗战政府为王国的合法政府。
1946年4月24日，法军在万象郊区空降了一支伞兵营，未受到任何抵抗就占领了万象。5月9日，他们再次用伞兵空降战术对琅勃拉邦发动袭击。 与此同时，法国陆军也从万象向北对琅勃拉邦发动进攻，5月13日占领琅勃拉邦，重新控制了老挝。寮国自由民族统一战线(“伊沙拉”)骨干流亡曼谷。法国殖民政府宣布西萨旺·冯为国王，任命支持法国殖民者的金达冯亲王为首相。西萨旺·冯国王声明他1945年的各种行为是因为来自日本占领军、中国受降当局和寮国自由民族统一战线(“伊沙拉”)的压力。
1946年8月27日，法国与老挝签订临时协定，老挝获得了在印度支那联邦内的统一与内政自治。法国殖民官吏以顾问名义参与行政，军事外交警察权力仍掌握在法国手中。
1946年10月，法国临时政府威胁在安理会否决泰国加入联合国，索要1941年第二次泰法戰爭割让给泰国的柬埔寨西北部以及老挝在湄公河以西的领土。1946年11月17日，两国在华盛顿签署了《法國-暹羅和平協議》，泰国把这些领土又吐了回去。 
1946年12月举行制宪会议选举，选出44名代表。这时，法国与北越之间的第一次印度支那战争彻底爆发。

### 1947年－1949年：抗战低潮
1947年3月梭发那腊亲王组阁。1947年4月颁布七章44条的新宪法，5月11日，国王西萨旺·冯签署宪法生效，宣布老挝是隶属于法兰西联盟的一个独立的君主国。实行两院制：国民议会与国王会议，任期五年。由于越南商人和工人大批回国，导致经济停顿。国内大部分地区，与当今掌权的琅勃拉王国势力没有政治联系。1947年11月大选，老挝开始了新政府运作，包括成立新的国家军队——老挝皇家陆军。新建立的军队因为缺少领导而陷入困境，他们的武器也是杂乱无章。 因为新老挝皇家陆军（包括一个伞兵营）是由法国军官指挥的轻步兵营组成。 法国尽管继续领导和训练这支新军队，他们也开始训练老挝的军官和士官。
1947年3月，作为伊沙拉军总司令、伊沙拉临时抗战政府外交部长兼国防部长的苏发努冯亲王率军在老挝北部向法国殖民军发起进攻，结果惨败。1947年底，苏发努冯亲王从泰国返回老越边境，选择与越南独立同盟会联合起来抗法救国，成立“寮国解放委员会”。
1949年1月，越盟在老挝也组建了一支25人的游击队。
1949年5月16日，“伊沙拉”一致投票决定解除苏发努冯亲王的所有职务。1949年7月19日，老挝王国政府与法国在巴黎签订《法国老挝协定》，确立老挝为法兰西联邦内的独立国家。但外交仍必须取得法国的同意，接受法国的裁决；军事和经济上也受限于法国。寮国自由民族统一战线(“伊沙拉”)的很多人就认为老挝已经取得了独立，纷纷从境外流亡返回了万象，在王国政府里担任要职。梭发那·富马亲王接受国王的大赦回到老挝，在1951年-1954年成为首相。但佩差拉亲王与苏发努冯亲王认为王国政府不过是法国殖民者手里的傀儡玩具，选择抗战到底直到老挝彻底独立。1949年10月24日，寮国自由民族统一战线(“伊沙拉”)因为大分裂而宣告解散。

### 1950－1953年：重建伊沙拉阵线
1950年8月13日至15日苏发努冯亲王在越北宣光省的抗法游击根据地的丛林中，召开了第一届-寮国-全国人民代表大会，与会代表150人，总结了五年的抗战工作，选出了以苏发努冯亲王为首相兼外交部长的寮国抗战政府，以及以苏发努冯亲王为主席、富米·冯维希为总书记的老挝伊沙拉阵线中央委员会。重建了寮国自由民族统一战线(“伊沙拉”)。寮国，即巴特寮（Pathet Lao），其中Pathet表示国家、土地之意，Lao则指老挝。1950年8月寮国抗战政府副首相兼内务部长富米·冯维希，国防部长凯山·丰威汉，财政部长诺哈·冯沙万。 老挝伊沙拉阵线发布了《老挝革命十二大政策》：打倒法国殖民主义者与老挝反动分子、独立和统一的老挝、建立联合政府、企业国有化、公平税制、民族教育、民族平等、结成统一战线、与越柬两民族团结等。波罗芬高原的佧族族长、苗族族长都加入了新伊沙拉阵线。波罗芬高原一直到1975年都是抗战的根据地。而桑怒省之后，丰沙里省、上寮省也成了抗法解放区。
1950年12月23日，美国、法国、越南国、柬埔寨王国和老挝王国签署了《共同防御援助协定》(Agreement for Mutual Defense Assistance in Indochina between the United States of America and Cambodia, France, Laos, and Viet-nam)。这项条约将法军在印度支那的军事力量转变为美国的军事援助。 这一年，至少5000名越盟士兵渗入了老挝。
1951年2月，印度支那共产党决定兵分三路向法宣战。三场战役分别在柬埔寨、老挝和越南。新的老挝分队由2091位成员组成，但这其中只有31位老挝人。同年，巴特寮集合了足够多训练有素的士兵与越盟并肩作战。到1951年10月，新老挝皇家陆军已经新培养了两个轻步兵营并开始训练一个伞兵营。到1951年末，新老挝皇家陆军的军队规模已经达到了5091人。
到1952年，老挝皇家陆军已经发展到拥有一个由老挝军官指挥的营和其他17个营。

### 1953年－1954年：走向奠边府决战

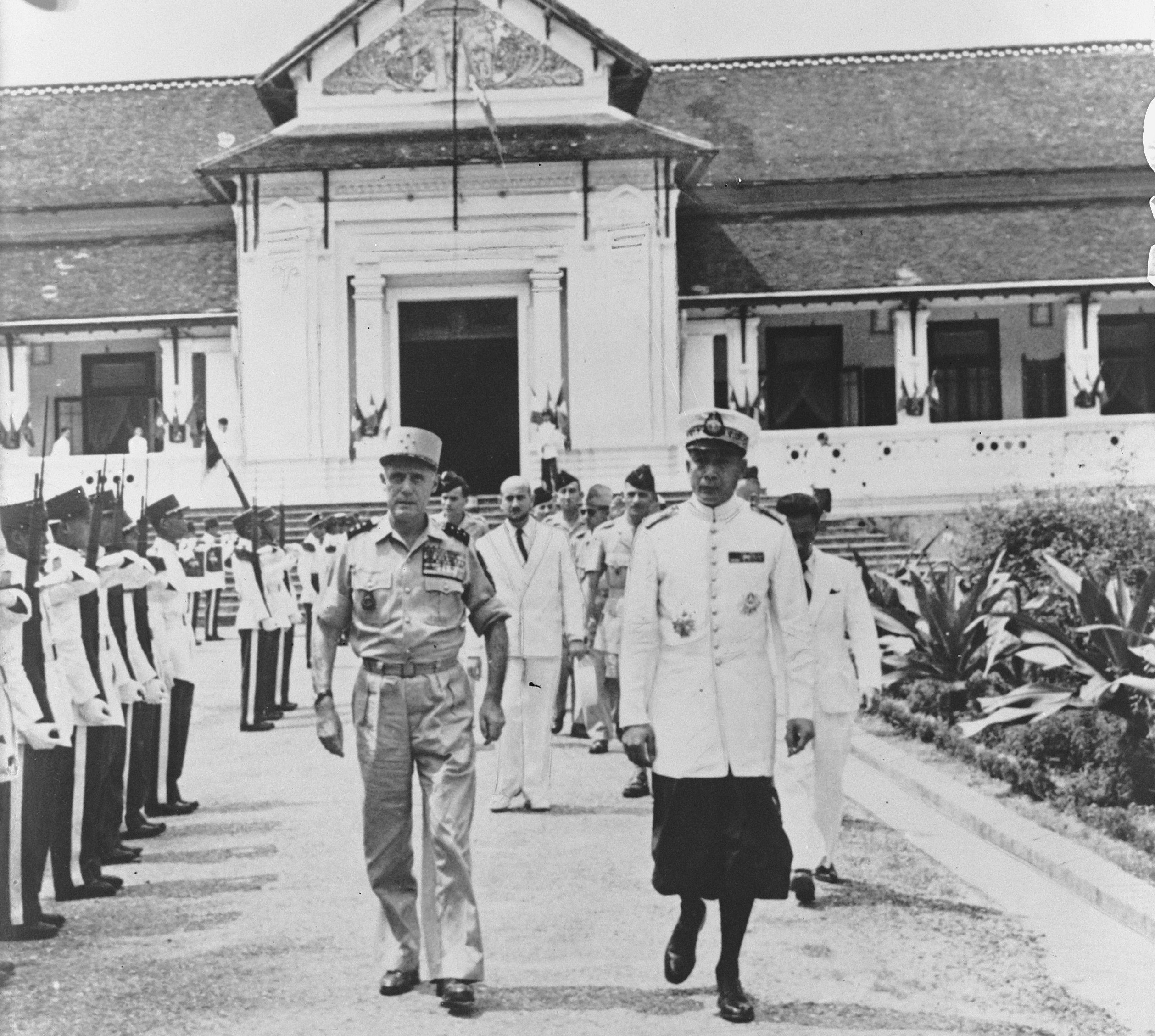
1953年5月4日，法国拉乌尔·萨兰将军和西萨旺·瓦达纳王子在老挝首都琅勃拉邦

1953年4月19日，苏发努·冯亲王将巴特寮的指挥部迁到了桑怒市。
巴特寮以尽可能吸引、分散老挝境内法军为目的，于1953年4月、12月与1954年1月发起了三次进攻。1953年4月，一支由越南人武元甲指挥的，由40000士兵组成的越盟的越南人民军入侵了老挝东北部，其中包括苏发努·冯亲王领导的2000士兵组成的巴特寮成员，此次入侵的目的在于夺取琅勃拉邦和石缸平原。他们受到了由10,000名士兵和3,000名法国正规军组成的老挝军队的抵抗，北越成功占领了毗邻越南北部位于石缸平原东北部边缘的蓬沙里省和桑怒省。 随后他们继续前进并允许杂乱的巴特寮部队占领该地。 另一支部队从奠边府沿河向琅勃拉邦进军，但他们遭遇了雨季和法军的顽强抵抗。1953年10月22日,签订了《法国老挝亲善与合作条约》，除了法国继续控制其军队之外的其他权利转移给老挝皇家政府。1954年5月日内瓦会议开幕前，巴特寮已经控制了老挝五分之四国土，王国政府军仅控制湄公河谷地区。
越南的侵略止步不前，但主要是因为法军方面不断地空投法国外籍军队和摩洛哥狙击兵。
1953年12月，法国空降重兵占领了奠边府，这也是法军试图保护老挝抵抗越南人民军侵略的一部分。

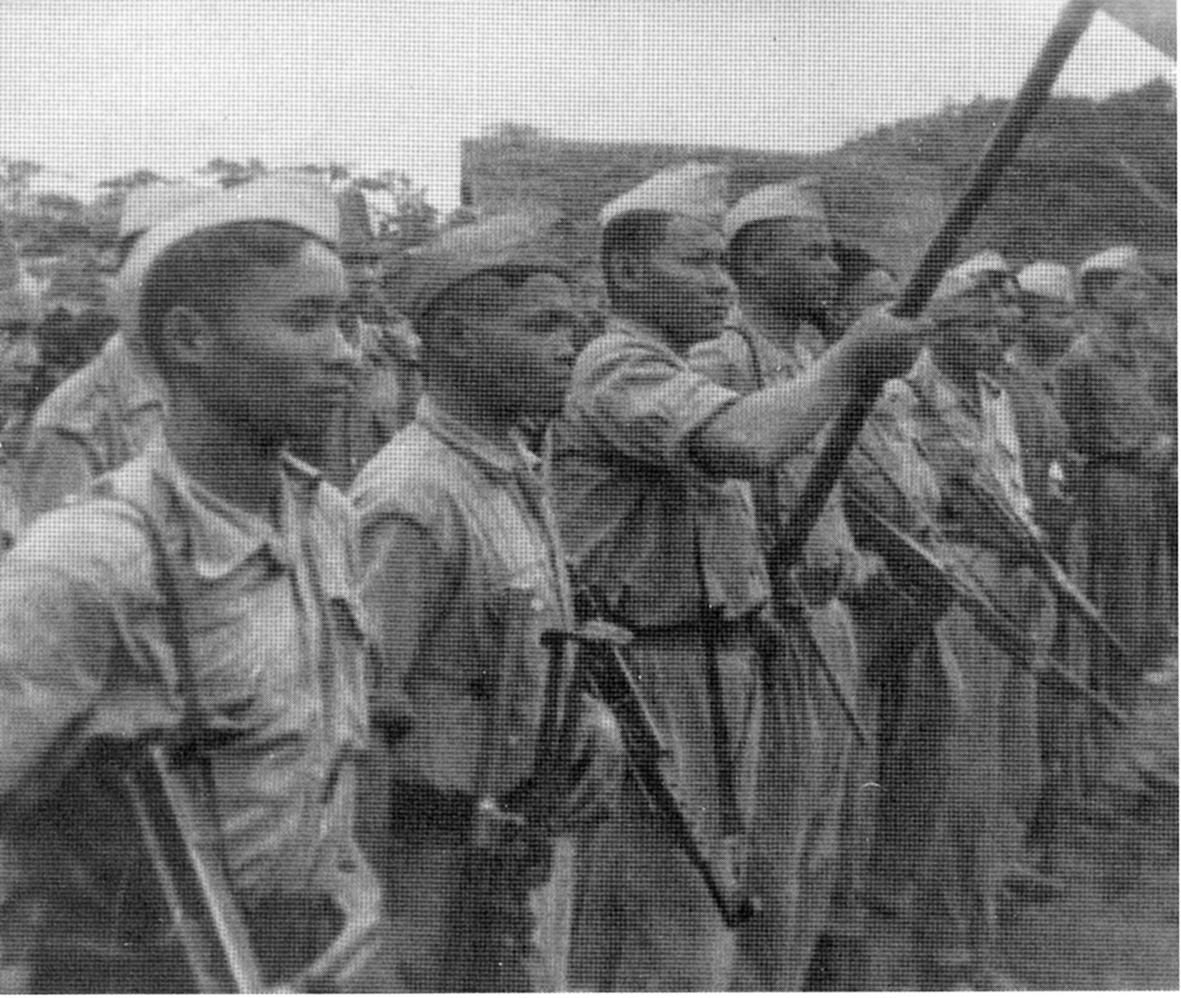
在桑怒的老挝士兵，1953年

1954年1月，越南人民军向老挝发动了两次攻击。其中一次是针对湄公河的他曲镇，另外一次则是又一次对琅勃拉邦的攻击。但这两次进攻相隔不到一个月都遭到了挫败。越南人民军在赛诺发动了牵制性的进攻，意在将南部狭长地带从老挝领土主体中切断。这次进攻被南越法国联军的伞兵所挫败。
这些是为了著名的奠边府战役的牵制性行动。这场战役从1954年3月持续到5月初，发生在老挝边境十公里内进入石缸平原的通讯线上。 喀斯特山区的险峻崎岖将行动引导到山谷里。小船可以从奠边府到达南乌河，从那里可以沿河直接到达琅勃拉邦，或者他们也可以通过芒喷越境进入石缸平原。
值得一提的是战争中对民用航空运输的利用，随后演变为美航公司。这家公司在秘密军事行动中不断地向奠边府被困的法军空运物资。
当法军的救援部队还没来得及解除包围时，奠边府的堡垒被攻陷了。从琅勃拉邦赶来的救援部队中，有一个年轻的苗族士兵名叫王宝。
法军在奠边府的失败标志着第一次印度支那战争的结束。法国被迫进行和平谈判。 7月20日，停战协议在老挝被签订，结束了法国的统治。 两个月后，北越在老挝东北部建立了支援巴特寮的部队。
这项条约彻底地改变了印度支那的形势。北越成功开始统治越南的北半部分。老挝完全从法国的殖民统治中独立出来。法军将联军的移交给老挝。作为残留的努力，他们保留了两个在老挝的军事基地，并向老挝新军提供顾问。
皇家老挝政府军也在1954年从法国获得了它的第一架飞机。
由于巴特寮无意再度开战，而由25,000士兵组成的皇家老挝军也无力抵抗越南人民军，皇家老挝政府试图劝诱巴特寮与之联合。
1954年8月1日，法军从老挝撤军并声明老挝的独立，标志着第一次印度支那战争的结束。但是老挝内战仍在继续。

### 1955年－1958年：平静时期

日内瓦会议 1954年

根据日内瓦会议最后宣言，1954年8月6日当地时间8时起老挝王国政府军与寮国战斗部队应该停止敌对行动，开始谈判，实现国家的和平统一；外国军队和官员120天内撤退；禁止老挝拥有外国军事基地和参加任何外国军事联盟，但允许法军可以留下训练王国政府军的1500人以及军事设施的3500人；寮国战斗部队到丰沙里省与桑怒省集结；由印度波兰加拿大组成国际停战监督委员会。法国宣布将于1955年1月1日停止资助老挝政府。 
但美国秉承拒绝签署日内瓦会议最后宣言的外交原则，鼓励政府军继续进攻寮国战斗部队。皇家老挝政府向桑怒和蓬沙里派遣军队，这引起了巴特寮的极大不满。1955年1月中下旬期间，美国驻老挝公使查理斯·约斯特一连向美国国务院发了7封电报，分析老挝有些人希望依据《日内瓦协定》和平解决老挝王国政府与共产党力量间的矛盾冲突，如培·萨纳尼空；还有些人与美国的想法十分一致，即老挝国内政治不必受《日内瓦协定》约束，不能让巴特寮参与中央政府，如卡代·萨索里特；同时巴特寮的军事力量十分令美国政府担心，必须让送个队伍并入老挝王国军队；美国政府应该更进一步插手老挝事务，给老挝王国政府提供支持。约斯特对老挝局势的立场，获得了美国国务卿杜勒斯和艾森豪威尔总统的高度赞同。1955年3月29日艾森豪威尔总统给英国首相丘吉尔的信中指出：老挝政府官员唯恐越南和中国的共产党势力进一步渗入老挝，占据老挝更多领土，在此情况下，应该适用《马尼拉条约》共同对老挝提供帮助，否则共产党力量将会越来越强大，最终会像失去北越一样丢掉老挝的全部领土。为评估老挝的军事设备需求，美国于1955年12月13日成立项目评估办公室（PEO）专责对老挝的援助项目，由12名美国退役军人或预备役人员组成，由退役的陆军准将罗斯韦尔·布朗领导。PEO实际上就是军事援助顾问团（MAAG），接管了原来法国对老挝军队的训练任务。但美国如果直接向老挝派驻军事人员，就公然违背了《日内瓦协议》。所以选择有军事背景的美国非军事人员驻扎老挝。到 1957 年，PEO的工作人员定为60人，尽管人员流动使船上的工作人员保持在30人左右。PEO人员被授予了美国国务院的职位，但严格意义上他们并不为美国国务院工作。他们将军事事件报告给美军太平洋司令部总司令，并将信息提供给美国驻老挝大使；对于非军事事件，则直接报告给大使。同时美国新闻署对印度支那开展文化和心理战略，通过各种媒体抨击当地的共产势力，宣传共产党违反《日内瓦停战协定》，报道共产党统治下的北越人的惨烈生活，颂扬南越政府安置难民，强调美国在道德和物资方面给予的援助。老挝王国政府军利用美国的建议和援助建立了流动军事信息小组，散发美国新闻署提供的文化信息物品。老挝王国政府和美国新闻署共同制作新闻片和纪录片向老挝人民进行宣传，促进老挝人民对老挝王国政府的支持，以遏制老挝共产势力的发展。“美国海外使团（US Oversea Missions）”和“美国信息服务（USIS）”成员帮助宣传，制定了“电影放映队”和“流动宣传小组”等各项计划等。美国向老挝政府提供的援助，其中80%的预算都被用于国防项目。美国支付了老挝全部的军事预算。然而，美国驻老挝使领馆的工作人员并没有监控该项目。
1955年1月，法国顾问开始训练第一批老挝王国空军。1955年的晚些时候，泰国向老挝军方提供了一批西科斯基公司的H-19直升机和志愿飞行员，泰国在华欣也训练了30名在武器使用方面的老挝军官。
1955年3月22日，根据印度支那共产党第二次代表大会（1951年2月召开）关于三国（越南、老挝、柬埔寨）分别建立自己的党、各自领导本国革命的决议，印度支那共产党老挝籍党员25人召开大会，成立了老挝人民党，主要领导人是苏发努冯亲王、凯山·丰威汉、诺哈·冯沙万、坎代·西潘敦、富米·冯维希。
为干预1955年12月的老挝全民大选，确保大选中非共产党势力获胜，到10月底，美国完成2000人武装力量集结，同时将老挝政府所需设备运往指定地点，并协调老挝和泰国政府军事合作，组成泰老联军，在泰国对老挝军队的技术人员进行小规模培训。1955年12月26日的王国政府单方面在巴特寮控制的两省以外的十个省举行全国立法选举，巴特寮被排除在外。国际停战监督委员会不认为这一选举合法。
1956年1月6日寮国自由民族统一战线(“伊沙拉”)改组并扩大为“老挝爱国战线”，并召开了第一次全国代表大会。老挝人民党处于秘密不公开状态，一切活动均由老挝爱国战线名义出面参与政治活动。
1956年初卡代·萨索里特无法独立组成内阁，只好辞职。1956年3月21日，梭发那·富马亲王开始了他作为首相的第二任期，卡代任副首相。但梭发那·富马并不积极反共，甚至想访问中国，试图说服老挝自由运动领袖、流亡政府领导人佩差拉·拉达纳冯亲王回国并加入老挝新政府，利用其对巴特寮的影响力，号召巴特寮结束与政府对抗，政府允许巴特寮在现有势力范围即桑怒和丰沙里两省活动。1956年5月，苏发努冯亲王建议恢复谈判。梭发那·富马亲王与苏发努冯在8月初对话，他们对外表达了希望停战的意愿，并希望将巴特寮管辖的土地并入皇家政府以实现统一。经过历时6个月的多轮会谈，达成了《1956-1957年万象协议》，即关于老挝奉行和平与中立的协议、关于保证人民享有民主自由的协议、关于有寮国战斗部队参加的联合政府和关于补充选举的协议。梭发那的动作引起美国政府的极大恐慌，杜勒斯于8月7日就此事致电美国老挝大使馆，表达了其对老挝政府的极度失望，担心老挝政府容共。在冲破美国的种种阻挠后，梭发那·富马于8月20日至26日对中华人民共和国进行了为期一周的外事访问。中国明确表示，会对老挝提供不附带任何政治条件的援助。双方于8月25日发表联合声明，称老挝不接受“东南亚条约组织”保护，因为其对老挝的保护条款是在老挝国家没有参与的情况下制定的。美国阻止老中会晤的计划没有得逞。1956年11月22日，美国副国务卿胡佛致电驻老挝大使馆，向老挝政府告知美国国务院决议：如果梭发那一意孤行，一定要让巴特寮成员进入内阁，美国将停止对老挝的支持和援助。为了向美国示好，争取持续获得美国援助，1957年1月13日至15日老挝首相梭发访问美国。
1957年2月，项目评估办公室的工作人员开始向负责训练皇家老挝陆军的法国军事代表团提供物资，理由是更好的训练能够使军队更好地胜任保护国家的使命。在此过程中，美国甚至开始接受支付皇家老挝陆军的薪金。从1957年3月起，皇家老挝陆军开始向苗族游击队提供武器，使得他们能够与老挝皇家军一同作战。与此同时，巴特寮与他们的北越后盾开始了一次大规模的新兵招募，意图建立9个营的部队，许多新兵被送往越南接受教育和训练。这使得美国认为皇家老挝陆军并没有得到足够好的训练和武装，因为他们只有一小队法国军事代表团。
老挝国民议会对梭发那·富马亲王的和平中立路线与容共政策的反感。在美国干预下，梭发那政府在1957年5月29日的老挝国民大会选举中败北，被迫于次日辞职。经过72天内阁危机后，8月9日梭发那·富马亲王选举胜利再次组阁。1957年11月2日，巴特寮与富马内阁签订《万象协定》：巴特寮将桑怒和丰沙里两省的管理权移交给老挝王国政府为地方行政机构；寮国战斗部队并入政府军；寮国战斗部队交出军事器材；承认老挝爱国战线党的合法地位。梭发那·富马亲王任联合政府首相，巴特寮在内阁有两席，其中苏发努冯亲王任计划与重建部长，富米·冯维希为仪典与艺术部长。11月19日联合政府终于建立。老挝爱国战线可以公开合法在万象与很多城镇设立办事处。长达十二年的内战结束。根据这一协定，寮国战斗部队从12月开始遣散了10个大队，两个大队共1500人编入政府军。这一结果超出美国的预想。美国驻老挝大使格雷汉姆·帕森斯向国务院详细分析了老挝国内的力量对比，认为能够与巴特寮相对抗的六种力量——皇家警察、特警、政治及社会活动服务部、老挝国家军队、市民行动队、情报服务局己经训练并积累了一些经验，美国必须反对支持联合政府的党派，美国要反对梭发那·富马亲王，转而支持对抗巴特寮的卡代·萨索里特和培·萨纳尼空。
美国为影响1958年老挝国会补选，策划了“助推器射击”行动。这一民事行动计划得到了中央情报局开设民用航空公司CAT以及美国空军在PEO监督之下的空运支持。1958年5月4日在北部两省的国民议会补充选举中，老挝爱国战线利用“一边一票，以防止内战”的口号赢得了三分之一的民众选票，在补选的21个席位中赢得9个，盟友和平与中立党赢得4席。加上与贵宁·奔舍那的和平与中立党的合作，左派控制了国民议会59个席位中的16个。加上左倾的无党派人士，共计21个席位，就足以推翻梭发那·富马亲王的中央集权。PEO对这次选举给老挝王国政府的政客建议——为了避免分裂选票而运行单一候选人名单——没有受到重视。艾森豪威尔总统在国家安全委员会会议上对此评价，“老挝的这次补选取得了糟糕的结果”“虽然我们己经竭尽全力去协调保守势力，但共产觉仍取得了胜利……”“我们要为1959年即将进行的普选而担忧了”“如果每一个国家都像老挝一样通过合法的人民选举而实现共产主义，那将是十分严重的问题”美国间接干涉老挝的失败，导致了推动老挝右派势力以右翼军官在内的反共青年团体组织成立了保卫国家利益委员会(CDNI)，以反对梭发那·富马亲王和平中立政策、排斥老挝爱国战线。
1958年5月，美国国防部提议由文职技术人员向老挝皇家军队执行培训任务，以重新培训其四个分支机构——后勤、通信、军械和战斗工兵。1958年晚些时候，一小群军事顾问抵达，培训机场、桥梁和公路的建设。PEO与中央情报局合作将一些老挝正规军士兵训练成侦察游骑兵队(Scout Ranger Teams)；这些后来演变成两个伞兵营。美国国会以美援滥用导致过高汇率而在1958年6月停止了对老挝王国大联合政府的援助。
1958年7月，老挝国会推翻了第一次大联合政府，在1958年8月组成了一个由亲美的培·萨纳尼空的右派政府，采取了与富马内阁截然相反的政治路线。该政府包括四名来自由美国支持而成立的国家利益防御委员会的成员（他们都不是国会成员）。1958年9月退役将军John A. Heintges担任PEO负责人。1958年12月，由于培·萨纳尼空获得了不受国会约束的权利，三位未经选举的国家利益防御委员会委员也加入政府。

### 1959年：第二次越南入侵

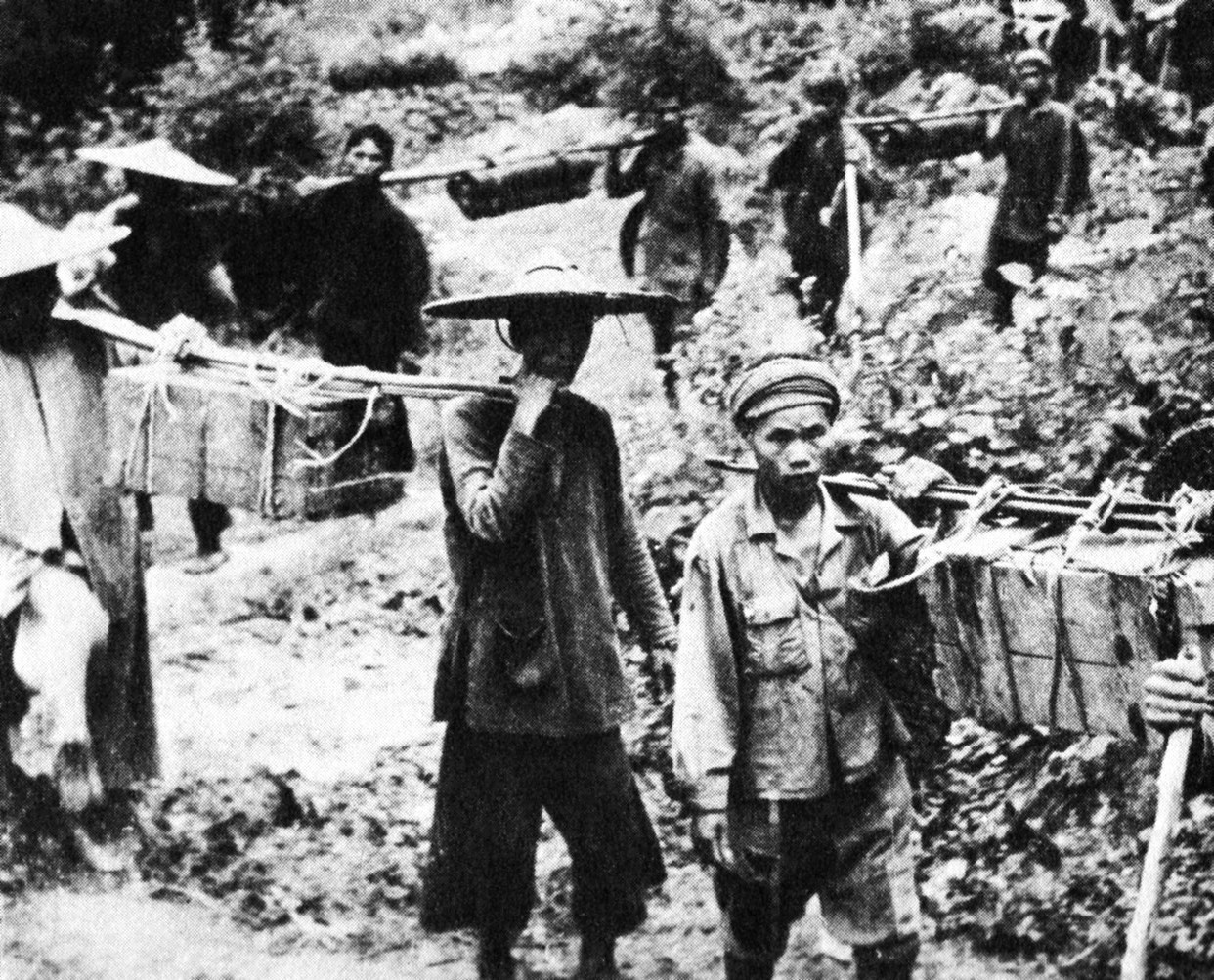
胡志明小道从一开始就被越南人和老挝人使用。被俘的越共，约1959年

1959年2月14日，培·萨纳尼空政府发表声明，宣布老挝不再受日内瓦协议约束。之后，调动几十个营的武装，包围已经成为国家军队一部分的巴特寮战斗部队解除其武装，软禁苏发努冯亲王和爱国战线党的领导。老挝内战再次爆发。1959年3月5日，美国国务院电告驻老挝使馆，要及时向培·萨纳尼空表示美国的支持，并处理好相关问题。 
1959年5月15日，越南人民军成立了559小组，负责从越南北部向南部运输必需品的后勤工作。这支部队建设和维护的胡志明小道选择通过北纬十七度线的非军事区，而未敢进入老挝境内以免激起剧烈的国际反应。
1959年5月，等待已久的将1500名巴特寮士兵纳入国家军队的计划终于被提上了日程。然而美国大使馆告诉老挝政府：接受共产党进入军队很难在国会上得到通过。最终这部分寮国战斗部队第一营被解除了武装，第二营逃回了石缸平原解放区。苏发努冯亲王等8名巴特寮核心领导人被以寮国战斗部队拒绝编入皇家老挝陆军为借口遭到逮捕。持续了九个月的和平结束，内战重启。
1959年7月，来自美国绿色贝雷帽陆军第77特种部队小组的107人机动培训队开始代号为“热脚”行动，在Arthur D.“Bull”Simons领导下，十几个八人小组在琅勃拉邦、巴色、沙湾拿吉和万象的每个训练基地分配了三支以训练老挝王国陆军。美国特种部队加入了项目评估办公室，同样，他们也是由名义上的平民组成。然而，尽管身着平民服装，并把他们的绿色贝雷帽换成了防晒帽，他们仍然一看就是军人。泰国王家军队在代号为 Erawan 的项目下在华富里的四面佛营地开始训练1,400名老挝伞兵的游击战和反游击战。当时共有12个老挝王国军队的战斗营，每个战斗营分别派驻一个12人组成的美国顾问小组，负责指导和训练工作。但是老挝王国军的将领们对美国顾问颇为抵触。
7月28日，越南人民军在北越和老挝的边境上发动了全面攻击。每当他们打败皇家老挝陆军，越南人民军继续前进而巴特寮则占领这些地区。 皇家老挝陆军在战斗中表现糟糕，虽然他们在数量上胜过对方，但他们还是被打败。
1959年7月，美国大使馆开始签订为皇家老挝陆军提供空中补给的合约。
9月，100小组被959小组接替，北越升级他们帮助巴特寮的军事行动，美国也在扩大他们的项目评估办公室。双方都在扩大代理军队，希望老挝能够开战。
培·萨纳尼空内阁向联合国控诉北越军入侵并与王国政府军交战。1959年9月，联合国调查团派到老挝，获得了并非来自外国入侵的结论。11月，PEO开始与保卫国家利益委员会接触，这是一个年轻的老挝军官的政治派别。
1959年12月25日，富米·诺萨万趁国内大乱带领士兵发动政变，推翻了培·萨纳尼空政府。1960年元旦，保卫国家利益委员会的陆军总参谋长顺吞·巴塔马冯组阁。此时，PEO已增加到175人，由退役美军和临时调配的美军组成。第二支“热脚”特遣队轮换执行任务。
1960年4月24日大选，PEO再次执行一项旨在影响公民行动计划，号召选民支持反共候选人竞选公职。这在某种程度上是成功的，巴特寮及其中左盟友输掉了一场被广泛认为是欺诈的选举，保卫国家利益委员会获胜。1960年5月，美国下定决心扶植富米·诺萨万集团，但强调，这种支持是不能公开的，以免被指责干涉老挝内政，并要求老挝使馆不能留下美国对富米作出承诺和保证的任何证据。1960年6月昭·宋萨宁亲王组阁，富米·诺萨万担任副首相兼国防大臣，掌握实权。狱中的苏发努冯亲王等巴特寮领导人争取了看守他们的老挝王国宪兵的政治转向，5月23日集体越狱逃回了桑怒。

### 1960年：贡勒政变

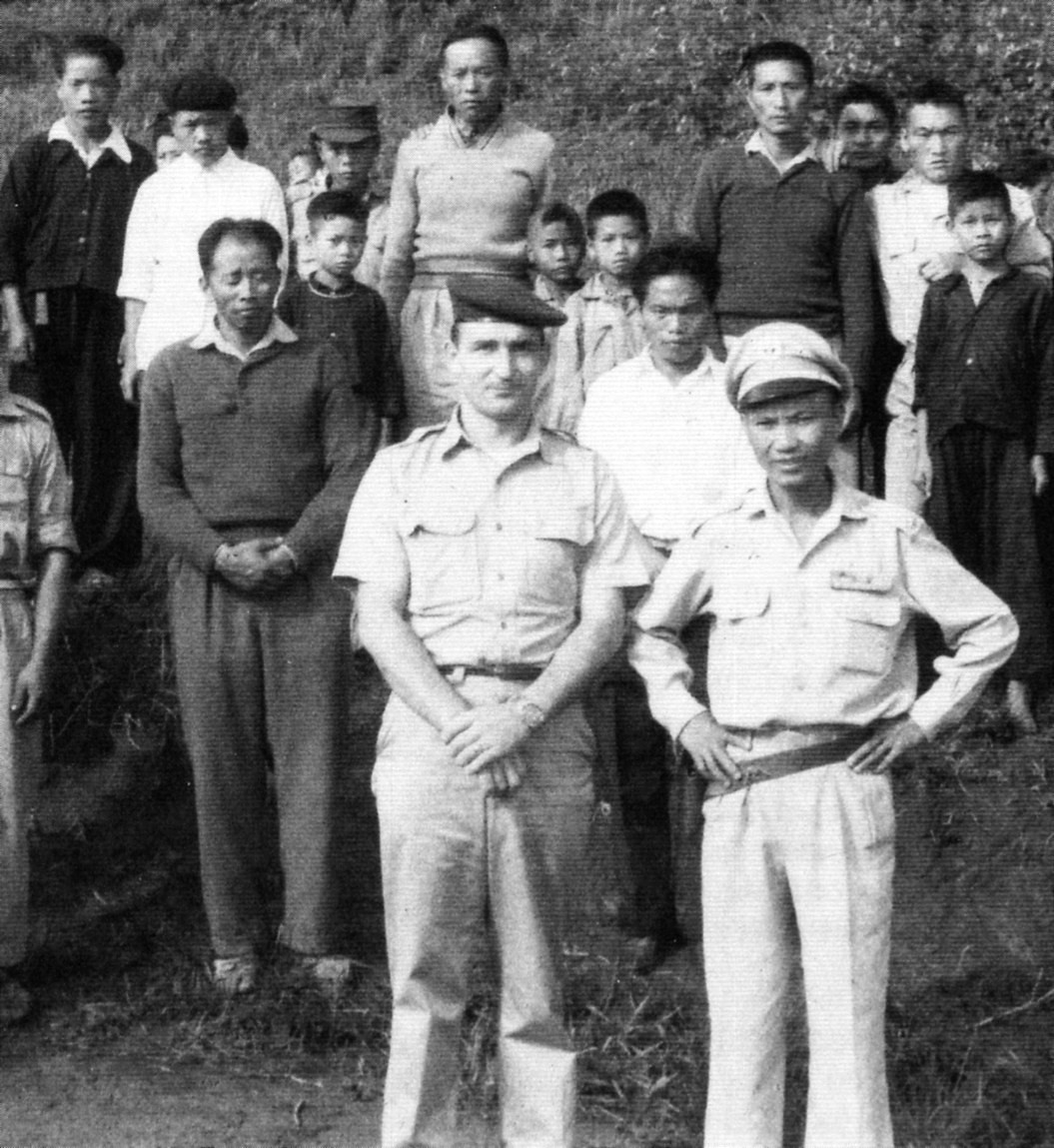
1960年3月，位于老挝康凯的老挝武装部队训练中心

1960年8月9日凌晨，中立主义者的老挝王国政府军第二伞兵营营长贡勒上尉率该营600人通过一次不流血的政变控制了首都万象，当时首相昭·宋萨宁亲王、内阁成员和军方领导当时正在琅勃拉邦准备讨论已故国王的火化善后事宜。贡勒主张“老挝应该严格遵守完全中立的政策，……特别是保持和共产党人的关系，免使老挝成为两个阵营输入战争物资支持老挝人打老挝人的战场”，宣称此次政变的目的在于停止老挝的战争，停止外国的干涉和停止由于外国援助所引起的腐败，以及给士兵更好的待遇。中立主义者在万象成立了梭发那·富马亲王为首的革命最高统帅部执行委员会作为接下来的一段时间内的临时政府。PEO位于万象的总部不再活动，但位于沙湾拿吉的PEO分支机构继续为富米·诺萨万的部队提供物资和支付费用。8月17日，富米·诺萨万被提名为副首相兼内政部长，掌管警察。但这一让步，既疏远了贡勒和巴特寮的温和分子，也未能使富米放弃在沙湾拿吉的军事准备。苏发努冯也向梭发那提出和谈的前提条件，“一是富米必须从政府中排除出去；二是必须废除对老挝爱国战线的各种形式的镇压；三是释放巴特寮所有政治犯；四是要求所有国家，特别是苏联、越南北方和共产党中国在老挝建立大使馆；五是必须对谈判的成功作出具体保证。”梭发那不可能答应苏发努冯的全部要求，导致和谈迟迟未能进行。
然而，贡勒的政变并没有停止人们对他的反对，并且当时军队中的指挥官们热衷于选择立场，如果一个人不是政变的支持者，那么他还需决定他决定站在反对政变的哪一方。反对政变的指挥者是副首相兼国防大臣富米·诺萨万，他是泰国首相沙立·他那叻的姻亲，后者在泰国实施戒严法。在此之前，在美国中情局的支持下，沙立秘密地建立了一个名叫”Kaw Taw“的泰国军事顾问组。它支持富米·诺萨万发动反政变，并向富米·诺萨万的军队提供火炮、炮兵和顾问。它也使得中情局支持的泰国警方空中支援部与老挝作战。贡勒政变一发生，泰国就开始封闭港口，切断了向万象出口的物资渠道。美国国务卿克里斯蒂安·赫脱明确表示美国支持昭·宋萨宁亲王内阁是“国王统治下的合法政府”。
8月10日，富米·诺萨万在家乡沙湾拿吉宣布了武力夺取万象的计划。美国驻老挝大使温斯洛普·G·布朗向富米回应声明美国支持其“通过迅速而果断的行动”恢复和平。项目评估办公室也转而支持富米·诺萨万。9月在沙湾拿吉组成了以文翁亲王为首的“革命委员会”，向梭发那·富马亲王的政府军发起猛攻。1960年9月16日美国参谋长联席会议给国防部的备忘录中详细说明了支持富米·诺萨万推翻梭发那·富马亲王政府的计划的具体步骤：立即通过富米向老挝军队供应物资，由项目评估办公室（PEO）负责此项任务；建议富米向国王提出广泛的替代富马首相的人选，如文翁亲王等，如果需要，可以把富马留在政府内，任命为外交大臣，以防止他被巴特寮拉拢；鼓励富米清除贡勒政变力量，必要时可用流血手段为代价；劝说泰国沙立将军承担运送老挝军队的任务，通过泰国把军队从沙湾拿吉送到万象；准备立即建立“中立”的新政府。11月，靠着美航公司和泰国的秘密援助，富米·诺萨万和他的军队从老挝南部的沙湾拿吉向北进军万象。另一方面，美国从台湾派遣了4架B-26轰炸机进入皇家泰国空军基地，准备好对老挝的进攻，并后来又增加了8架B-26轰炸机。这些轰炸机装备先进，虽然没被使用，但对敌人构成了极大的威胁。
在美国的默许下，泰国从9月份便开始对老挝进行经济封锁，这使得老挝“通常靠铁路和轮渡能够获得的百分之九十的进口货，受到了阻碍”。“至10月末的时候，泰国对湄公河沿岸封锁使万象的燃料和粮食消耗濒临殆尽”。10月27日，梭发那-富马在新闻发布会上宣布他将要接受苏联的援助。 
根据11月22日达成的协议，1960年12月4日，苏联开始搭建通向万象的石油与粮食空运线，这是苏联自二战以来最大规模的一次空运。在12月3日至14日期间，有34架次的苏联飞机进入万象。 这条空运线运输北越的军火意在加强中立主义与巴特寮的联合。
1960年12月13日，富米·诺萨万的军队对万象开始了为期三天的轰炸。500名平民和17名伞兵在轰炸中身亡。14日，美国的航母特遣部队进入战备状态，第二空降旅随时待命抢占老挝机场。美国准备营救其在老挝的准军事部队和外交顾问。
12月16日富米·诺萨万的军队攻陷了万象，组成了以文翁亲王为首相、富米·诺萨万为副相的内阁。贡勒和他所带领的中立主义者放弃了万象，在越南人民军的掩护和苏联空投配给、军需品和广播的支援下向北撤到了石缸平原。在撤兵期间，贡勒又招募了400名新兵，使他的军队壮大到1200人。梭发那·富马亲王的老挝王国政府迁到了康开作为临时首都。1960年12月23日，中立主义者与巴特寮结为了同盟。1960年底，老挝已经沦为国际超级大国冲突的角斗场。

### 1961年：超级大国进一步介入
从1月1日起，贡勒带领的中立主义者、巴特寮以及越南人民军组成的新同盟将9000人的老挝王国陆军逐出了石缸平原。
1月3日，老挝王国空军通过泰国皇家空军获得了其第一架攻击机。四名老挝飞行员在泰国接受了训练。1月9日，飞行员将这架新的攻击机飞往万象。两天后，他们进行了第一次出击，与掩护贡勒撤退到石缸平原的越南人民军和巴特寮交战。
苏联空军也持续将重型武器运进老挝以补充先前运来的轻型武器。1月7日，北越又增加了4个营的兵力，其中两个营很快在通往万象的7号路线上遭遇冲突，另一个营进入石缸平原南部开始作战。 1月15日，越南人民军第925独立旅全部到达老挝支援巴特寮/中立主义者联盟。
这导致了对方的反升级行动。中央情报局让泰国突击队渗透到老挝。1961年1月19日，中央情报局的特别行动部门的James William Lair飞抵苗区和王宝历史性会谈。James William Lair向王宝承诺，苗族军队如果能够驱逐巴特寮力量，美国就会为其提供尽可能多的援助与支持；即使战斗失败，美国也会帮助苗族人找到一个可以让他们得以生存的新安居之所。从此，王宝正式投靠美国中央情报局，他的苗族军队借中情局的援助不断扩大自身力量。美国开始为苗族反共武装的2,000名非正规武装人员提供资金和军火，即“备忘录”行动。1个月后美国开始向一支700人的苗族军队空投武器， 美航公司也将美国海军的4架H-34直升机运往前线。

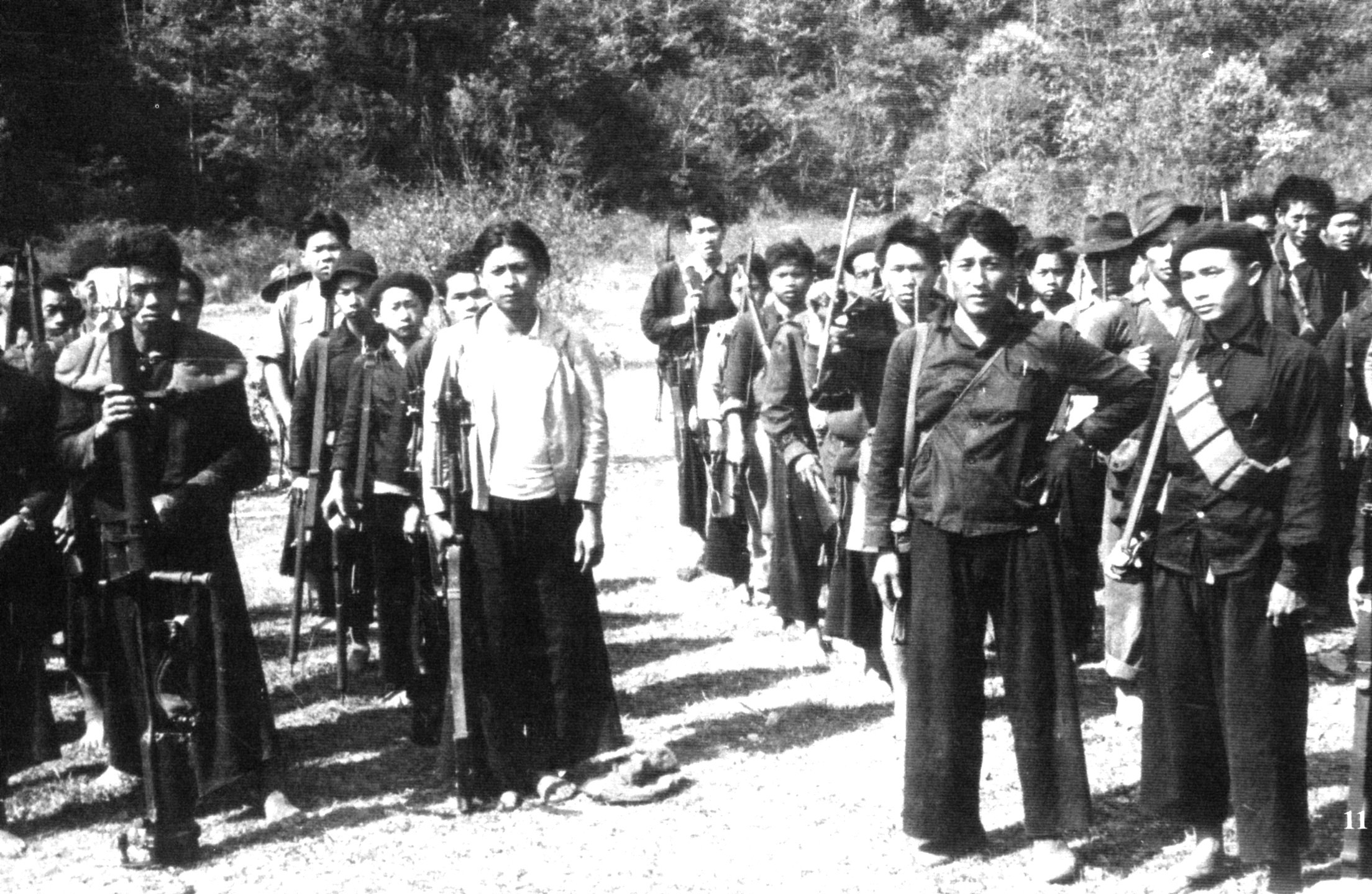
1961年的反共的苗族军队。

1961年1月，西哈努克国王呼吁召开解决老挝问题的扩大的日内瓦会议。1961年1月20日肯尼迪总统就职的当天就成立一个专门研究老挝问题的特别工作组(the Laos Task Force，以下简称LTF)。1月21日美国驻苏大使汤普森电报中说赫鲁晓夫在与其会谈中指出：“老挝对于苏联和美国都不重要”。1月23日LTF向肯尼迪总统提交的第一份报告表明，美国在老挝最终政治目标的确定相对于艾森豪威尔政府时期做出了重大改变：美国可能必须支持一个包括共产党在内的老挝新政府，美国不得不“在确定老挝将不会落人共产党统治时，放弃原有的（真正亲西方的政府）目标”。鉴于这种形势，LTF提出美国可以“在政府中的不重要职位上接受‘老挝’巴特寮”的代表。在这个前提下，美国将“愿意在老挝接受独立于任何大国之外的真正中立的政府”。由于富米·诺萨万军队在战场上不利态势，美国和沙湾拿吉集团同意召开这一会议。肯尼迪在1月25日新闻发布会上公开表明他可以接受老挝的中立化。美国新任国务卿腊斯克对老挝危机甚为担忧，认为老挝战争可能导致的后果要比朝鲜战争的后果更为严重，会导致共产党力量进入政府，“最后，我们很可能是和平的丢掉老挝，而非武力”。
1961年2月初，最先的四位皇家泰国空军志愿飞行员加入老挝皇家空军的作战队伍，这些泰国飞行员已经正式在皇家泰国空军退役，并不在其中担任任何职务。然而皇家老挝空军由于伤亡而使得这些增长都不起作用，到了3月底，皇家老挝空军已经在各项战役中损失5名飞行员。
接下来的肯尼迪政府发现自己已经被卷入老挝危机。1961年2月初成立的一个跨机构工作组开始了为期两个月的研究，寻求美国在老挝的战争中的可能回应方案。他们预想到的最激进的方案是美国投入60000陆军进入老挝南部作战，并可能使用核武器。最终美军选择了缓和的方案。虽然法国停止了他们的训练计划，美国开始憋足劲训练军队。16架H-34直升机从美国海军陆战队被运往美航公司，他们在泰国北部据万象仅几英里的位置设立了维修设施。
1961年3月9日，共产党占领了琅勃拉邦与万象间的唯一道路。当皇家老挝陆军被命令重新夺回该路段时，他们却扔下武器逃跑了。美国于是派遣特种部队月亮小分队作为皇家老挝陆军顾问。1961年4月22日，该分队被洗劫，两名军士被杀，部队队长被捕，他在之后试图逃脱时被执行死刑，另一名军士在16个月后被释放。
美国原本计划对贡勒进行轰炸，但由于猪湾事件中入侵的失败，美国暂停了在老挝的军事行动。双方寻求停火。与此同时，1961年4月，项目评估办公室放弃了其平民身份的伪装，他们穿上美国制服成为“军事援助顾问团” (MAAG)。1961年4月29日，Erawan计划演变为Ekarad计划，老挝军队继续在泰国华富里训练。到1962年6月，MAAG已经发展到866人，另外还有465名来自ECCOIL的菲律宾军人。根据1962年日内瓦会议的协议，MAAG于1962年10月撤回泰国，成为美国联合军事援助咨询小组泰国副组长(Deputy Chief, Joint United States Military Assistance Advisory Group Thailand)。1961年5月29日，约翰·肯尼迪总统向美国驻老挝大使安克志发出指示信，授予安克志控制“......军事援助顾问团的所有职能......”的权力。从此历任美国驻老挝大使成为老挝内战期间老挝王国军队的实际指挥官。
1961年5月3日，贡勒的老挝王国政府军、寮国战斗部队、富米·诺萨万军队三方停战。肯尼迪总统在1961年5月11日签署国家安全行动备忘录，要求派南越部队渗透到老挝南部去，寻找和袭击共产党的基地和补给线，美国的目标是“防止共产党统治南越”；同日肯尼迪下令开始对北越发动一场秘密战争，这场战争将由中央情报局指挥和训练的南越特务人员和一些美国特种部队来进行，用美国训练的南越的便衣部队秘密攻击老挝境内的胡志明小道。5月16日，美、英、法、中、苏、北越、南越、泰、缅、印、加等14国正式召开解决老挝问题的扩大的日内瓦会议。肯尼迪与赫鲁晓夫于6月3日和4日在美国驻维也纳大使馆进行的面对面交流，成为问题解决的关键。“相对于古巴、刚果、柏林与核试验等问题而言，老挝危机成为这次会谈中唯一进行深入讨论的问题，并且在解决途径上逐渐趋于一致”。6月4日，美苏两国发表了一个联合公报，宣布两个领导人在老挝问题上达成的协议：“总统与主席再次肯定他们对一个中立并独立、由老挝人民自己选择的政府的支持，保证中立与独立的国际协议，共同认识到有效停火的重要性”。6月19日至22日，老挝王国政府首相梭发那·富马亲王、苏发努冯亲王、沙湾拿吉集团军的文翁亲王在苏黎世举行会谈并发表联合公报，宣布三亲王已就联合政府的施政纲领和当前任务达成协议。但美国不同意组建三方联合政府，大力援助富米·诺萨万军队的进攻。由于皇家老挝陆军的无能，苗族游击队成为了共产党仅剩的敌人。6月初，他们遭到火力网的围攻，在王宝的指挥下，他们撤回了位于龙镇（Long Tieng）的基地。
美国中情局开始在老挝秘密征集老挝土著组成100人的民兵集团。 这些民兵首先经过8周的基础训练，然后在民兵团中服役几个月。一旦他们拥有战斗经验，包括他们的第一次作战，他们就进入了称为“特种游击队”的非正规编制步兵营，这些步兵营由少数民族组成，其中大部分为苗族。“特种游击队“组建后，会在泰国彭世洛接受泰国军官对其为期三个月的训练。
到了夏天，中情局已经集结了9000名高山族人加入秘密军队。这些军队由中情局特工、美国特种部队和泰国特种部队支持。
到了秋天，美国决定进一步介入。准军事部队训练员开始训练游击队空投补给和在简陋的跑道上短距起降。其余的训练员则试图使皇家老挝正规军进入战时状态。轰炸机不断轰炸共产党军队试图使其撤兵或投降。
12月皇家老挝政府决定坚持对南塔省的控制。南塔省是西北边陲，与云南省最南部的勐腊县接壤。皇家老挝政府第11和18集团在这里驻扎，然而这里很快就受到了来自共产党方面的压力。

### 1962年：灾难和新政府
1962年1月13日，中华人民共和国政府和老挝王国联合政府在老挝临时首都康开签订航空运输和修建公路协定，中国负责修建云南勐腊县至老挝丰沙里的公路。
到2月，皇家老挝政府在南塔省的守卫似乎太过脆弱，于是派皇家老挝陆军15集团伞兵增援。这给了守卫者巨大的人数优势，再加上美国特种部队顾问的军事技能，本应该能保证皇家老挝政府对南塔的占领。
5月3日-6日，寮国战斗部队大败富米·诺萨万军队，解放了北部重镇南塔。5月11日乘胜追击解放了湄公河北岸与泰国相望的会晒。富米·诺萨万军队穿过整个老挝西北部溃逃100多英里到泰国。面对如此惨败，美国迫使富米·诺萨万军队与寮国战斗部队、贡勒的老挝王国中立派政府军和解。5月18日，美国大使布朗直接告诉富米“华盛顿已经对他失去了信心，如果富米想恢复美国对老挝政府的支持，需要富米做出进行合作的具体保证”。富米在此压力之下同意“将国防部与内政部部长的职位给予梭发那”。6月12日，老挝梭发那·富马、苏发努冯和文翁三亲王关于组成联合政府的《查尔平原会谈协议》正式签字生效。参加签字仪式的还有苏联、英国、印度、波兰、加拿大代表。6月23日，以梭发那·富马亲王为首相，以苏发努冯亲王与富米·诺萨万为副相的老挝临时民族团结政府成立，阁员中立派占11席，左右派各占4席。7月2日，解决老挝问题的扩大的日内瓦会议复会。7月21日，日内瓦会议通过了《关于老挝中立的宣言》和议定书，结束了历时14个月的日内瓦会议。协定规定外国军方技术人员必须在10月撤出老挝。美国把军事援助顾问团撤回到泰国，但越南共产党并没有这样做，他们只是象征性地从2000名技术人员中遣返了40人。老挝首相梭发那·富马随即宣布了老挝临时民族团结政府的内、外政策。在外交关系中，“坚决执行和平共处五项原则；在平等和尊重老挝独立和主权的基础上发展与各国主要是邻国的友好关系，并通过外交联系与它们联系起来：不承认任何联盟或军事联合的‘保护’，特别是不承认东南亚条约组织的‘保护’；不参加任何联盟或军事联合，不允许在老挝领土上建立任何外国军事基地，不允许任何国家利用老挝领土作为军事手段；不允许任何国家任何形式干涉老挝内政；从老挝撤走一切外国军队和军事人员；接受愿意帮助老挝建立独立自主的民族经济的国家提供的一切不附带任何军事和政治条件的直接援助；尊重符合老挝人民的利益和按照王国的和平与中立政策而签订的条约和协议，特别是1962年关于老挝问题的日内瓦会议协议，废除违反这个原则的一切条约和协议。”1962年10月，在美国驻老挝大使馆成立了美国国际开发署需求办公室(RO)，在美国驻老挝大使的全权领导下，取代了以前的项目评估办公室的工作。需求办公室有25名美国退役军人，另外还有菲律宾的技术人员，为老挝王国军队提供弹药和补给品，以支持他们对北越军和巴特寮的作战。对老挝非正规部队的供应由中央情报局负责。
1962年7月，Bird&Sons公司对皮勒特斯·波特飞机进行了短距起降的场地测试。最初的两架波特飞机因为发热和发动机丧失动力的糟糕表现而大降身份。其中一架飞机在12月坠毁，机上人员无一身还。
几个高山族非正规军连被送往泰国华欣接受训练。

### 1963年：停滞
1月，第二架波特飞机坠毁，驾驶员虽然生还但受了严重的烧伤。王宝集合3个特种游击队加入皇家老挝陆军第10集团，作为先锋进军南塔。美国航空公司和Bird&Sons公司通过民用航空空投物资支援这次进攻。
1963年4月，外交部长在万象被暗杀。老挝爱国战线的领导人被迫从万象撤走。
到该年中期，巴特寮和中立主义者开始在联盟内部发生争吵。中立主义者军队分裂，亲巴特寮的一派军队与贡勒军队对峙。在此期间，梭发那·富马与苏发努冯亲王多次接触，试图就停火和建立联合政府等事宜进行协商，但未取得成效。
与此同时，美国重新组织军事援助顾问团来支持它在老挝的行动，并将其总部设在曼谷。
8月，皇家老挝空军得到了四架针对反叛乱而改装的T-28攻击机。
先前在泰国受训的非正规军连加入了特种游击队。这些非正规军武装力量扩散到整个老挝。
12月，王宝晋升为准将。
1963年至1965年期间，因为巴特寮对苗人实行的种族灭绝政策，多达18,000－20,000苗族人遇害。

### 1964年－1965年：戰事扩大與美国空军介入

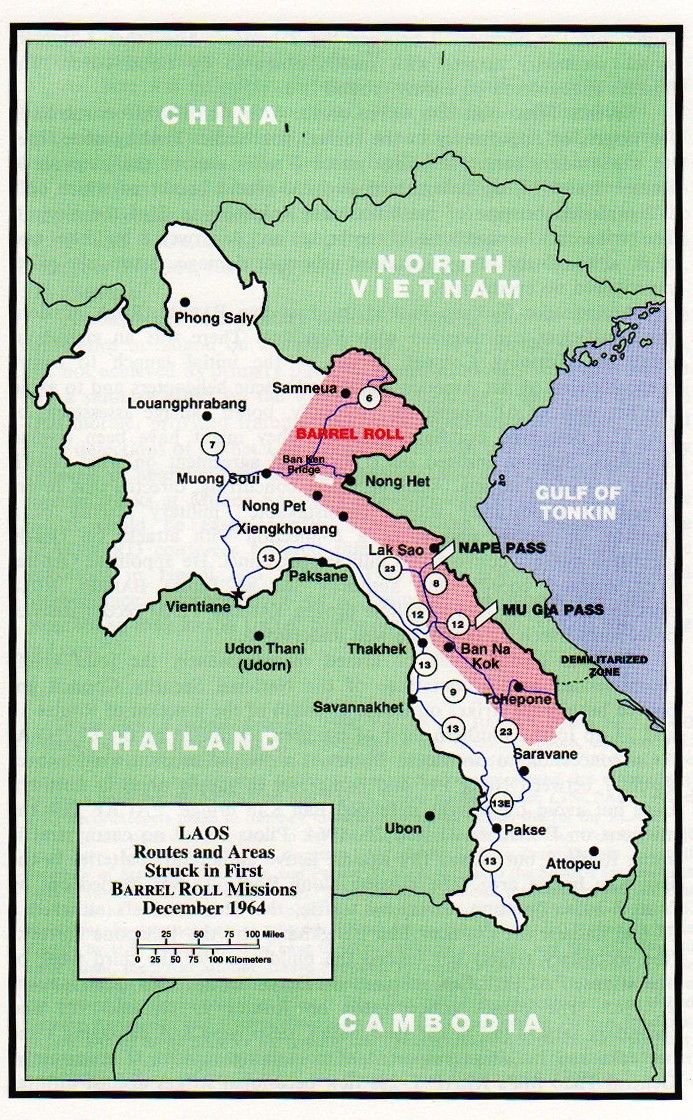
“滚筒”行动 執行區, 1964年

1964年月，巴特寮在老挝南部他曲开始了猛烈的春季攻势。面对老挝局势，美国国防部长麦克纳马拉向美国政府报告称，老挝的状况“令人十分不安”。远东事务助理国务卿希尔斯曼强烈建议美国国务卿腊斯克，“我们必须对共产党在老挝的进攻做出积极而坚定的回应，建议考虑将美国海军陆战队和空军力量派驻泰国，以鼓励泰国进一步加强湄公河一带的防御力量。”1964年2月该建议被批准，美国空军特训顾问团成立并被派驻泰国，增派美国飞机停驻在泰国机场。此后执行对老挝空袭任务的飞机，绝大多数都是从泰国机场起飞的。美国驻老挝大使昂格尔3月3日发给国务院的电报中建议：第一，扭转对老挝空军使用美国炸弹引信数量的限制，在将炸弹用于防御目的时仅与我们商量所轰炸的目标类型，在谨慎和有效使用的前提下，允许其自行更换引信；第二，对于建议中的重要轰炸目标，提供500磅炸弹进行有效打击；第三，扩大T-28飞机的批准使用范围。1964年3月16日中央情报局驻西贡分站发给美国国务院的电报称，富米·萨诺万于14日与南越阮庆等人达成秘密协议，经由富米集团控制地区将南越军队引入老挝，计划对安置北越设施的车邦、沙拉湾等老挝地区进行轰炸；在从车邦南部到柬埔寨边境的老挝东部地区，由南越军队对共产党控制区域进行军事作战；在川圹地区，由王宝部队提供保护，南越突击队或特种兵对北越军队控制区域特别是7号公路实施巧袭。3月16日当晚，美国国务卿腊斯克即电告老挝大使馆，国务院已批准该计划，但该计划应在梭发那·富马亲王同意的前提下予以实施。3月17日，约翰逊总统致电西贡的洛奇大使，表示同意并鼓励越老边境的渗透活动，同时建议这些活动应在梭发那的授权下由富米和阮庆来具体负责实施。
4月1日，美国空军在皇家泰国空军基地设立“水泵”项目来为皇家老挝空军训练老挝飞行员。 皇家老挝空军也开始通过泰国志愿飞行员增大自己的规模。这个由来自第一空军突击队第六分队41人负责的项目是为了遵守不得在老挝进行军事训练的条约。除了训练飞行员，“水泵”也促进皇家老挝空军与皇家泰国空军的合作。作为最后的手段，这个项目也是为了增强皇家老挝空军以对抗共产党在老挝境内的进攻。老挝自身也在努力训练老挝飞行员。与此同时，蝴蝶前锋空中空置项目开始。
为促成4月中旬的老挝三方和谈、重建联合政府、恢复老挝秩序，梭发那于4月初分别出访了北京和河内，并就三方和谈中可能存在的障碍和矛盾与双方领导人进行商讨。但在美国的积极干预下，4月18日进行的老挝三方和谈最终失败告终。
1964年4月，老挝爱国战线在桑怒解放区举行了第二届全国大会，出席代表227名，继续与“爱国”中立主义（中立左派）结盟举办政治协商会议，选出63人的中央委员会。
因泰国首相沙立·他那叻病逝，导致富米集团失去原有的泰国援助。1964年4月19日，負責戍衛寮國京師——永珍的首都軍區司令高柏席和西河在万象发动政变，逮捕了以梭发那·富马为首的若干中立主义者，控制了老挝国家军队革命委员会（NARC），制造了“四月政变”。政变者以老挝国家军队革命委员会的名义发布公报，申明政变目的是为了民族和解，并任命高柏席将军为委员会主席，西河将军为副主席。随后，颁布了宵禁令和戒严令，老挝再一次陷入紧急状态。將時任首相梭發那·富馬親王和數位閣員軟禁在宅邸內，並著手成立軍事執政團、排擠中立派及左翼勢力。美国政府得知老挝政变后，总统立即召开了有国务院、国防部、白宫和中央情报局多方官员参加的紧急会议，商讨对策。国务院和白宫倾向于支持梭发那为代表的中立派，而国防部则更喜好以富米为首的右翼保守派势力。综合各方面意见后，约翰逊最终选择梭发那作为老挝领导人的首要人选。为扶植梭发那再次上台，腊斯克指示昂格尔大使分别与政变者、富米·诺萨万以及南越政权进行沟通，劝说他们支持梭发那重新任首相。为平息政变并拉拢政变者，昂格尔以暗中给予政变者政策支持的方式换取其同意梭发那恢复职位。時在南越首都西貢的美國駐寮國大使安克志得知此事後即火速返回永珍，並趕到首相官邸外，隔著圍牆對陽台上的富馬親王展開勸說、請求他不要辭職，並表示美國將會支持他的中立派政府。最後安克志說服了原本有意下野的富馬親王，讓他獲釋、重得首相職位。在美国游说下，4月21日，政变者、富米、梭发那三方进行会谈，商讨联合政府的建立事宜，但就是否允许巴特寮加入联合政府问题发生争执，并僵持不下。迫于压力，梭发那最终同意美国的建议，并于5月2日宣称，他已合并老挝中立派和右派势力，并将成为两派的领导人。这一变化引起老挝共产党力量的极大不满，巴特寮开始向梭发那控制下的军队发起进攻，于5月16日成功将贡勒军队逐出查尔平原地区。巴特寮开始对反共势力展开了大规模的猛烈攻势并占领了皇家老挝政府和中立者的控制区。为保住老挝的中右联合政府，美国必须采取措施阻止巴特寮的继续进攻。美国海军作战部长麦克唐纳和空军参谋长勒梅积极主张对老挝实施轰炸，或者对北越向老挝进行渗透的道路实施封锁，就像越南战场那样。但参谋长联席会议主席泰勒将军却对此提出反对意见，他认为这样做会消耗美国自身的力量，最终是否成功不可知。最后，约翰逊政府采取了折中方案，通过公开的和隐蔽的军事行动相结合对老挝共产党力量实施打击，但暂不使用美国地面部队进入老挝。 5月18日，美国开始向老挝皇家空军提供必要的军需品来轰炸共产党营地。1964年5月，富马首相请求美军在巴特寮控制区侦察飞行。5月19日，美国空军在代号“扬基队”下开始针对恢复的战争进行中低级飞行任务。 同时，他们也开始了针对老挝狭长地带的侦查任务，以获得关于通过胡志明小道进入南越的人员以及物资的信息。在此之前，胡志明小道上的痕迹已经从脚变成了卡车，小路上也有了自行车和步行痕迹。胡志明小道已经成为了北越渗入南越的主干道。巴特寮谴责允许美军轰炸解放区的富马政权成为“美国的傀儡”。为向外界证明美国在老挝使用喷气式飞机的合理性，美国开始一项秘密计划，即不断透露给新闻媒体一些与越战升级有关的消息。5月28日，距老挝空袭开始不到两周时间，《纽约时报》报道美国的侦查照片证明北越的卡车护卫队正为巴特寮在老挝北部和查尔平原的行动提供援助。6月26日，《纽约时报》又报道了“胡志明小道”，此前很少有人知道这条道路存在。这些报道将北越、老挝以及南越紧密联系起来。
7月9日，美国总统林登·约翰逊下令F-100攻击敌人以作为对之前一架美军飞机被击落的反击。
皇家老挝空军在这一年取得了胜利。代号为“三角”的行动打通了连接万象和琅勃拉邦的33号公路。
1964年12月，代号为“滚筒”的行动在石缸平原扩大。这次行动由接替安克志成為美國驻老挝大使的威廉·沙利文指挥，每一次对行动目标的进攻发动之前都要得到他的准许。

#### “铁虎”行动 和 “老虎猎犬”行动

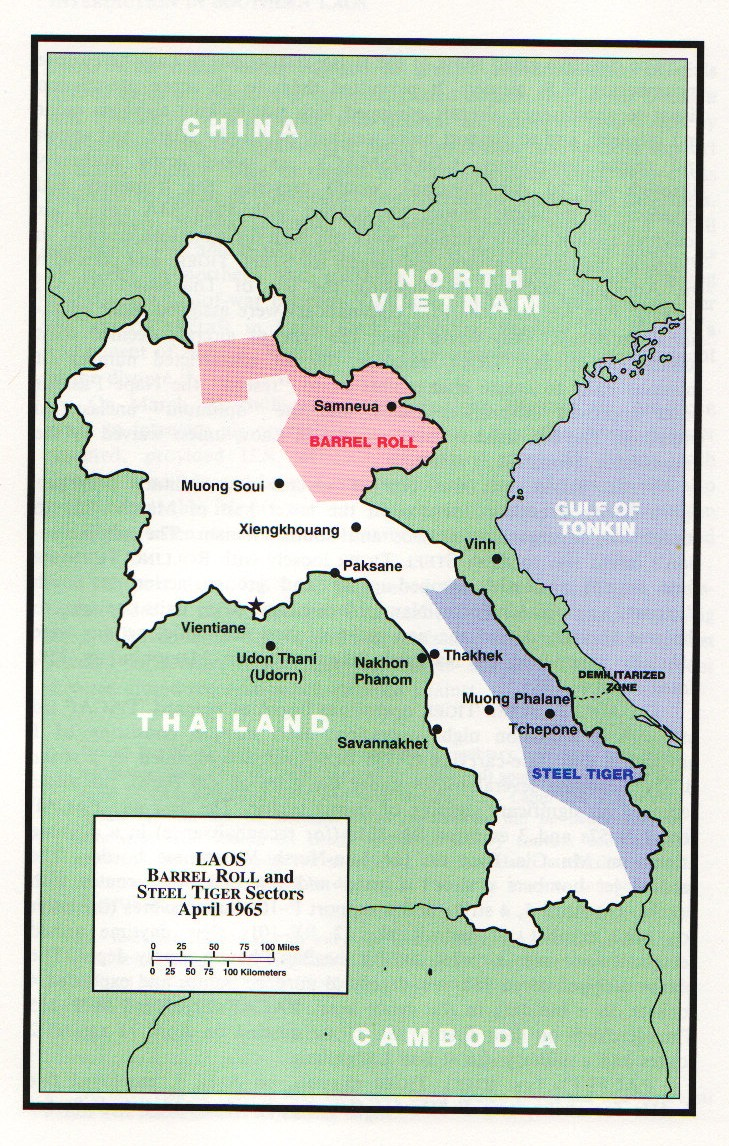
“铁虎”行动 執行區, 1965年

这一年的事件显示了老挝五个战区的指挥官本质上是各自领地的军阀。
2月，第5军区指挥官发动政变，反对前一年试图政变的将军。在这些失败流亡的将军中就有富米诺萨万。
4月3日，美军发动了针对老挝狭长地带和越南非军事化区域的“铁虎”行动。这项行动为了定位并消灭在夜间通过胡志明小道运往南越的武装力量和物资。然而，由于老挝的中立使得情况异常复杂，行动必须由美国华盛顿特区政府批准。此外，美国驻南越、老挝、泰国的大使们也介入了这些美军空袭。
1965年后期，共产党极大地加强了他们通过胡志明小道对南越的渗入。美国决定将空中火力集中在胡志明小道上最接近南越以及使用最广泛的一小部分。因此，1965年12月，美國空軍、美国海军、美国海军陆战队、南越空军和老挝皇家空军发动了代号为“老虎猎犬”的行动。12月11日，B-52轰炸机第一次出现在老挝，加入了这场战术行动。

### 1966年－1967年

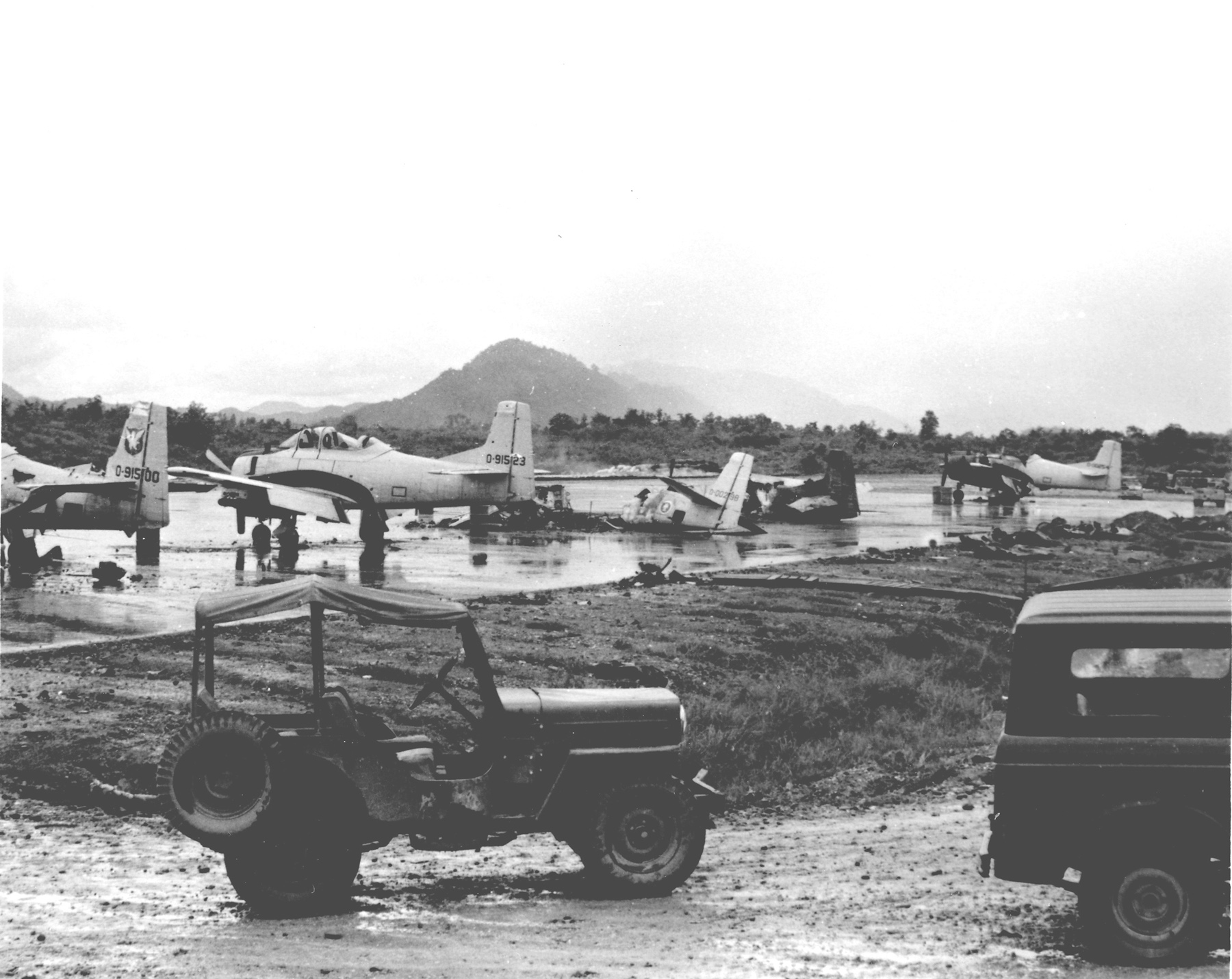
1967年，共产党对琅勃拉邦机场的地面攻击造成的损失

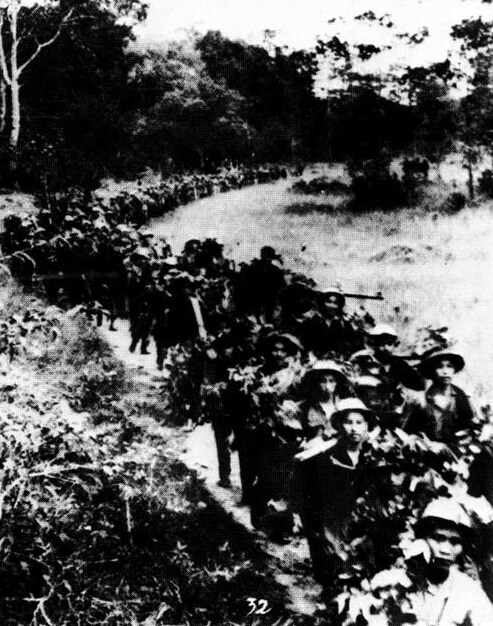
1967年，北越军队在老挝境内行军

在西北部，冕山高山族人的一支情报部队——福克斯队开始对中国南部的远距离侦测。
7月，皇家老挝政府三个轻步兵团、一个独立轻步兵营和一个炮兵营占领Nam Bac并在琅勃拉邦北部建成了防线。
由于空袭对补给的破坏和皇家老挝陆军的反击，巴特寮在石缸平原的前进逐渐放慢。到1966年8月，巴特寮已经前进到仅离北越边境45英里。于是北越又派出几千的正规军参战。又一次，皇家老挝陆军不得不撤退。
1966年，“铁虎”行动仍沿着老挝狭长地带继续进行，并把重点放在“老虎猎犬”的行动地区。由于大多共产党运输卡车在夜间行驶，美国空军开始使用特殊装备来侦查夜间交通。

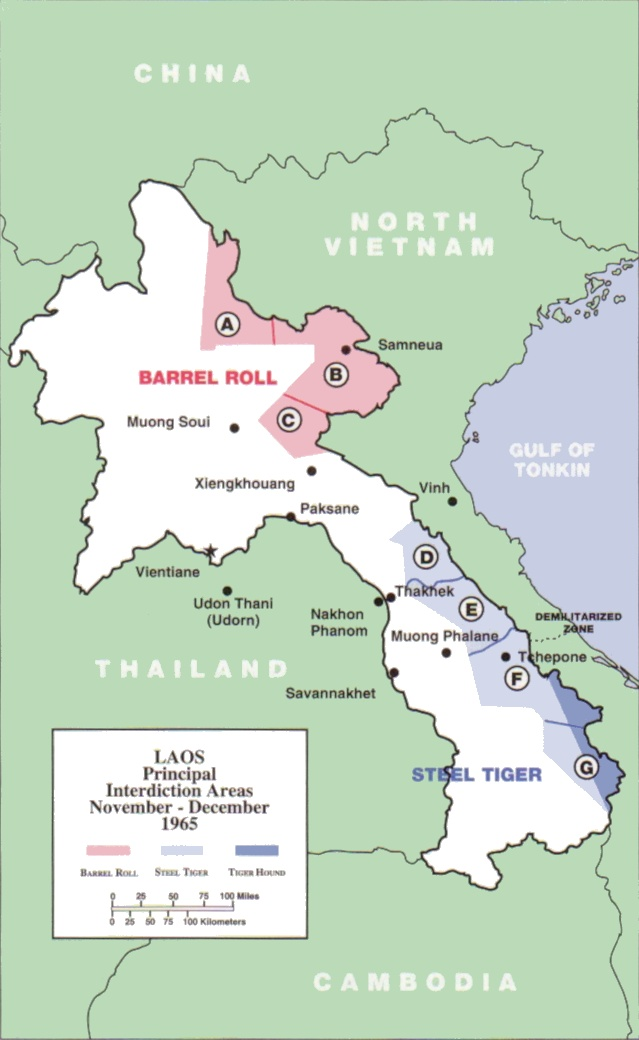
“滚筒”行动, “铁虎”行动 and “老虎猎犬”行动 的行动地区

在老挝东部，美军、皇家老挝陆军和南越空军继续他们对胡志明小道交通的空袭。1967年，B-52在此地区发动了1,718次空袭，几乎是1966年的三倍。目标卡车一辆接着一辆被追踪和消灭。
1967年，共产党继续他们在老挝北部缓慢前进。皇家老挝陆军的胜利越来越稀少。到1967年年底，尽管有皇家老挝空军的支援，情况已经变得非常危急。

### 1968年：皇家老挝陆军中立

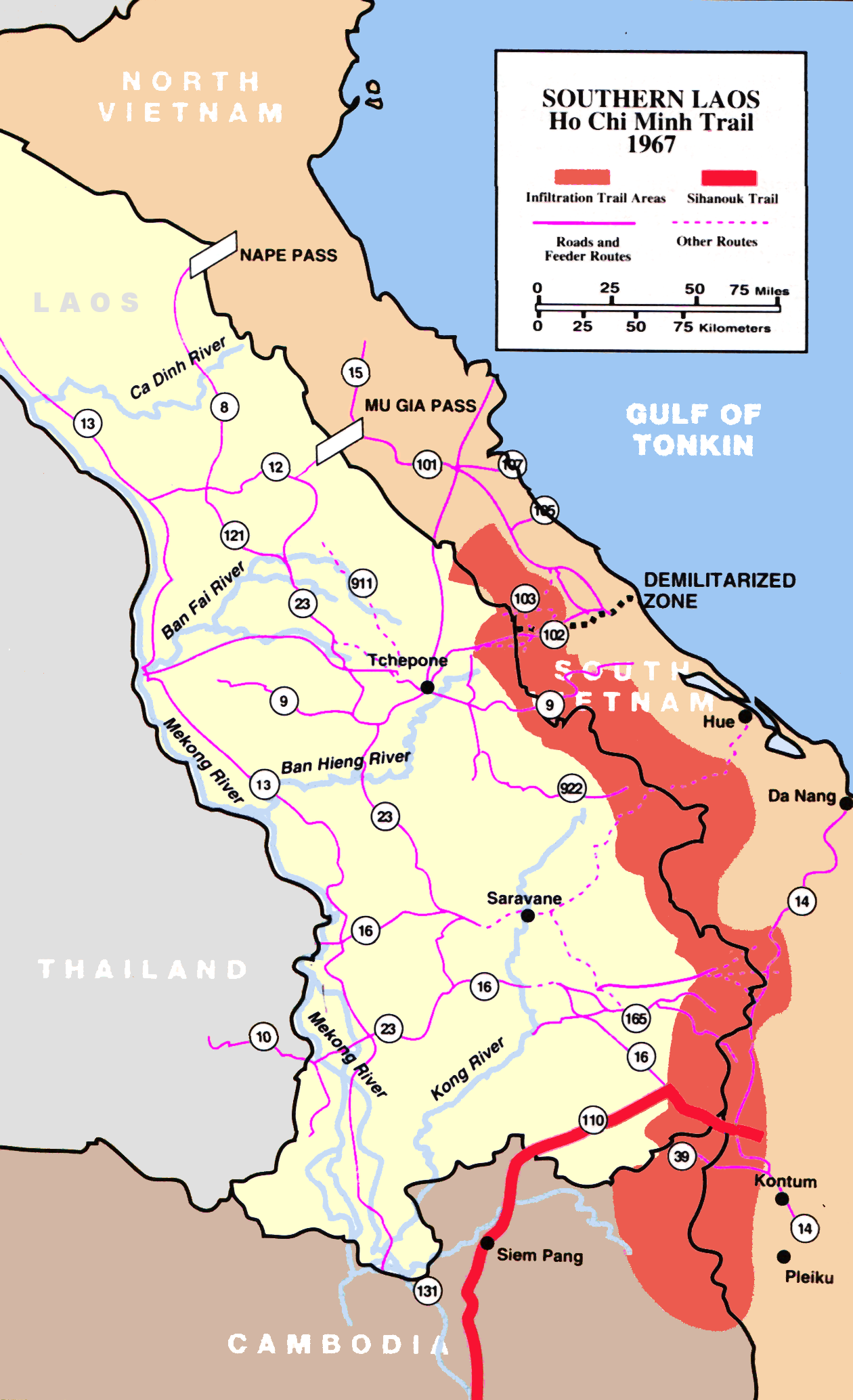
1967年胡志明小道的地图

1月13日，北越对驻扎在Nam Bac的皇家老挝陆军发动了多个师的攻击。一些政府军开始撤退。在大约三分之一的守军撤退之后，对皇家老挝陆军守卫部队的总攻在浓雾中发起，并打击了指挥部。这使得守军与指挥部的通讯被切断了，而他们的溃败也在所难免。 皇家老挝陆军的重武器和攻击规模在好多年内都无法与越南人民军相比。
大部分皇家老挝陆军的士兵溃散到周围的山丘。大约200名守军在这次行动中丧生。3,278名士兵中只有大约三分之一重新回到政府军队。这次令人吃惊的失败使得皇家老挝陆军再也没有恢复过来。皇家老挝政府只剩下部落非正规军通过游击战术来战斗。
1968年10月，老挝爱国战线举行了第三届全国代表大会。开始实施经济财政建设发展的第一个三年计划（1968－1970）。后来又实行了第二个（1971－1973）、第三个（1975－1977）。1968年11月开始使用“解放基普”作为货币。实施小学（4年）、中（2年）、高（3年）学制。中央教育委员会开设了师范学校以及卫生、农业、技术等专门学校。教育三年计划（1968－1970）提出每村有一所5名以上教师的小学。
1968年，共产党一次又一次打败了皇家老挝陆军，在老挝北部缓慢前进。10月31日，约翰逊总统宣布对北越“全面停炸”。12月，由于北越通过胡志明小道运往南越的士兵物资比以往任何时候都要多，美军集中全部空军力量发动了对胡志明小道的空袭。这次代号为“突击队驱逐”的行动一直持续到1972年，但几乎没有取得成功。据老挝爱国战线的统一，美军对老挝解放区平均轰炸630次，每天投弹约3,000吨。解放区和石缸平原的全部村落完全被破坏，到处都是如同月球的累累弹坑。

### 1969年－1972年

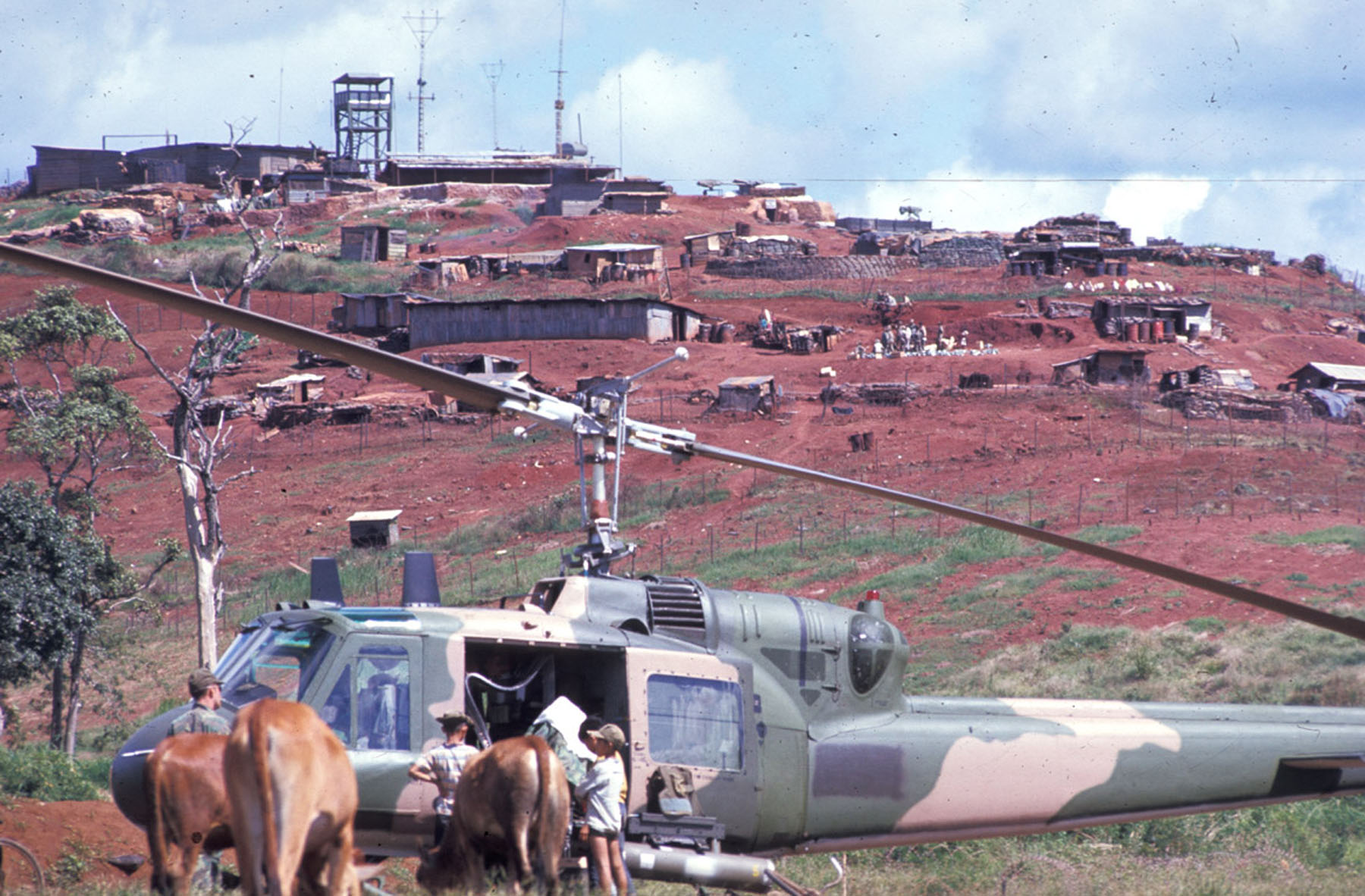
1970年，美国空军第20特种作战中队“绿色大黄蜂”的贝尔UH-1P飞机在老挝的一个基地

1969年4月，“爱国”中立势力组建了老挝爱国中立势力联盟委员会，反对富马首相的中立派，宣言“爱国”中立势力才是真正的中立派。
1969年5月23年，在皇家老挝空军和美国空军的支援下，皇家老挝陆军对石缸平原以及川圹地区的共产党发动了大规模的进攻。7月，巴特寮也发动了进攻并占领了土地。但是8月，皇家老挝陆军又一次进攻并夺回了先前失去的土地。在这些进攻过程中，美国空军也执行了百余次“滚筒”行动。然后，由于糟糕的天气状况，其中有多次行动被取消。越南人民军第174越南志愿团支援巴特寮部队。9月，第174团不得不退却以重新编制部署。9月中旬，巴特寮发动反攻一举收复石缸平原。参战的包括第316步兵师、第312步兵师、第866步兵团、第16炮团、一个坦克连、六个工兵工程师营、一个当地民兵营和十个巴特寮营。
1970年2月1日，139战役的进攻拉开序幕。到20日为止，巴特寮对石缸平原的控制得到保障。皇家老挝陆军撤退。2月25日，他们又放弃了川圹市。4月25日，战役结束，第316步兵师、第866步兵团和大量专业分支单元受命停留原地与老挝朋友一同作战。
1970年初期，来自北越的生力军在老挝北部前进。美国空军召来B-52轰炸机并在2月17日开始轰炸老挝北部的目标。北越军队由于皇家老挝陆军的增援而停止了前进。这一年剩余时间，双方进入了拉锯战。
1970年3月，老挝爱国战线发表了解决老挝问题的五项条件：
- 停止美国对解放区的狂轰乱炸；
- 尊重1962年日内瓦协议；
- 实施民主的大选；
- 建立临时联合政府；
- 同老挝各派取得协议。

5月1日，越南人民军第28营和24A团加入了夺取阿速坡的行动。
1970年7月21日美国国家安全委员会召开关于商讨越南停火问题的专门会议，尼克松提出解决老老挝问题的原则：不论制定何种计划，对老挝的空中打击不能停止，要保持对老挝境内共产党物资供应途径的封锁，不接受撤离计划，不能让共产党力量以此为契机加强对亲美势力的攻击，以换取谈判的筹码。1970年7月23日，基辛格根据尼克松要求，把和平解决老挝问题的研究任务布置给国家安全委员会。8月６日负责有关问题研究的国家安全研究备忘录完成，即NSSM96号文件。该文件于8月20日下发给国防部副部长、助理国务卿、参联会主席、中情局局长等相关高级官员审阅。该文件提供给美国三种和谈方案：消极谈判、积极谈判和有效谈判。消极谈判就是对和谈一事不做出明确回应，只是尽量减小老挝爱国阵线做出的和谈努力对美国及南越产生的负面影响；积极谈判是指在不改变目前军事计划的前提下找出南越和老挝爱国阵线双方都能够接受的和谈条款；有效谈判则是劝说南越以撤销某种军事行动或正在执行的军事计划作为回应，这样一定能够达成和解。尼克松政府选择先在战场上取得胜利争取主动后，再进行和平谈判的策略。
这一年，虽然共产党在胡志明小道上的行动不断增加，但由于华盛顿当局认为美国在东南亚的目标已经实现而削减预算，美军的战争努力开始减少。这也减少了美国空军可以执行的作战任务。老挝爱国战线已经控制了全国三分之二土地。
1970年12月22日，基辛格与美国参谋长联席会议主席、海军上将托马斯•穆勒在白宫详细研究了对老挝共产党力量实施致命打击的可能性。穆勒将军给出一个由美国支持的南越军队进入老挝实施秘密战争的详细计划，分为四个阶段：第一阶段，加强对老挝边境通往南越的9号道路的封锁，建立一个前方作战基地，为后续进攻做好准备；第二阶段，在完成第一阶段任务的基础上，由南越军队对老挝车邦周围的重要目标进行攻击，在夺取车邦机场后，对这一地区实施密集轰炸；第三阶段，南越军队对夺得的机场进行改造升级，之后对共产党军队的604号根据地进行毁灭性打击；第四阶段，老挝王国军队、游击队以及南越军队就可以驻扎在这一地区。尼克松总统当即批准了这一行动方案，并在第二天的华盛顿特别行动小组会议上公布，后来的兰姆森719行动是这一计划中第二阶段的重要组成部分。
1971年2月8日，针对越南人民军在老挝狭长地带的充足后勤储备，南越发动了代号为“蓝山719”的军事行动。它的目标是向塞公省进军切断胡志明小道，并希望阻挠北越计划好的进攻。由于地面人员不允许参与战斗，美军给予了大量的空中支援。2月25日，越南人民军发动反攻。面对沉重的反击，南越部队在失去大约三分之一的人员后不得不撤出老挝。
12月18日，越南人民军和巴特寮部队发动反攻（Z战役）意图收复石缸平原。志愿军包括第312师、第316师、第335轻步兵团、第866轻步兵团、六个炮营和一个坦克营。他们攻下了Xam Thong并继续向Long Thieng挺进。
第968轻步兵团和巴特寮部队收复了Tha Teng和Lao Nam地区，并解放了波罗芬高原。
在1971至1972年的旱季，越南人民军和巴特寮部队突破防御阵线，为石缸平原的永久控制权而战斗。参战的有第316步兵师、第886团、第335团、第88团和九个专业分支营。七个巴特寮营也参与战斗。1971年12月18日，巴特寮向老挝政府军发起新一轮全面攻势，并很快取得进展。基辛格在1972年1月17日给尼克松的备忘录中认为，该行动是北越在尼克松总统访华之前为最大限度获取在印度支那地区的政治和地理优势而经过精心策划的，为保证达到预期效果，北越投入了巨大力量支持巴特寮，战场情况对于非共力量十分不利。为此，美国应抛开顾虑，不遗余力进行军事打击，即使导致战争升级也在所不惜。尼克松采纳了基辛格的建议。
5月21日，皇家老挝政府企图占领石缸平原。战斗持续了170天，一直进行到1972年11月15日。巴特寮宣称击毙1200名士兵并俘虏80余人。
3月30日，当越南人民军向南越发动“阮惠进攻”（在西方被称为复活节攻勢），大量美国空军支援被调到南越。这使得其在老挝境内的空袭大大减少，自1965年以来降到最低点。
这一年在老挝北部，巴特寮取得了很大的进展但还不能够打垮政府军。1972年10月，美国和北越双方重启巴黎和谈，老挝国内战事开始出现缓和，巴特寮同意与政府代表在万象会谈协商停火。

### 1973年－1974年

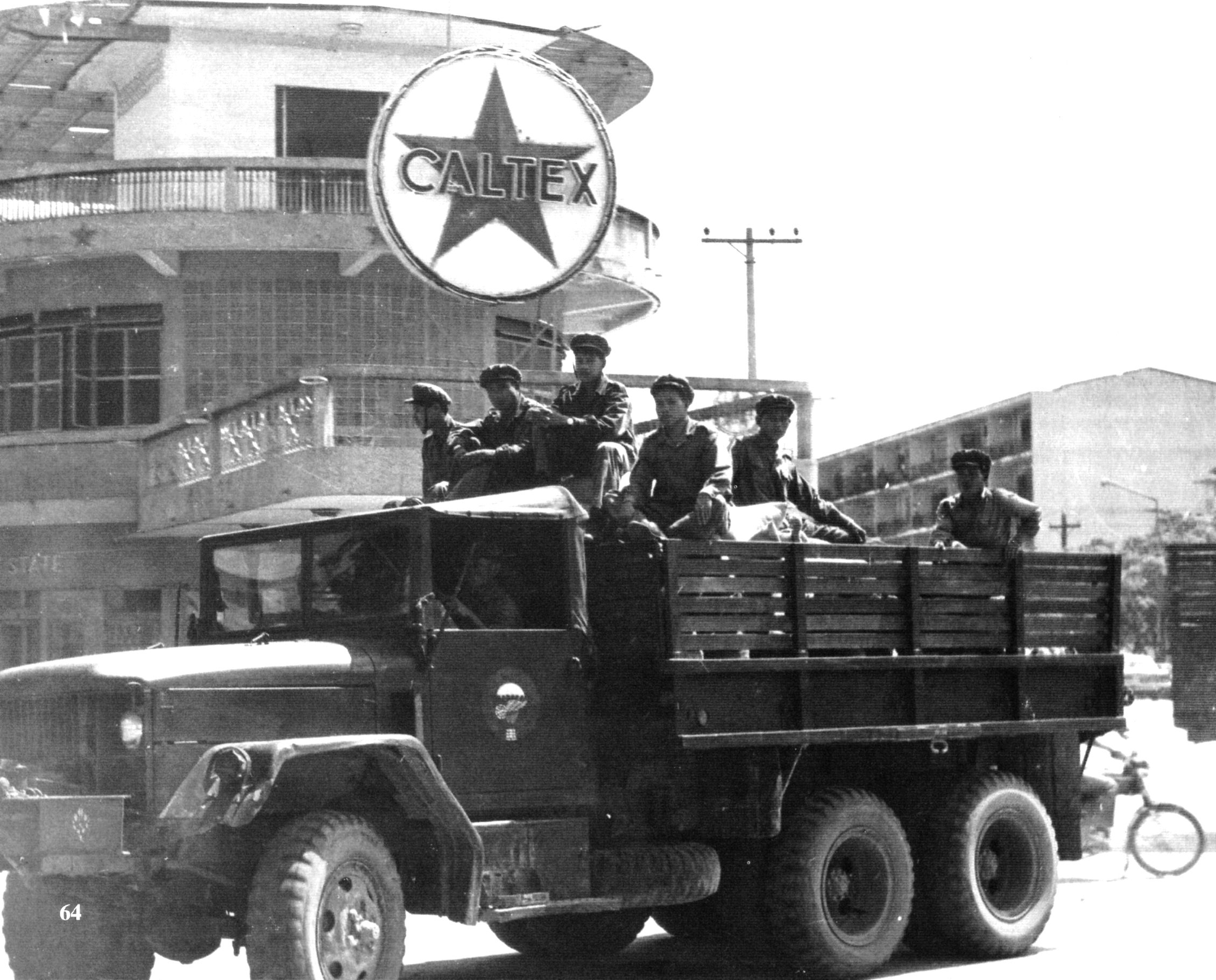
1973年，老挝万象的巴特寮士兵

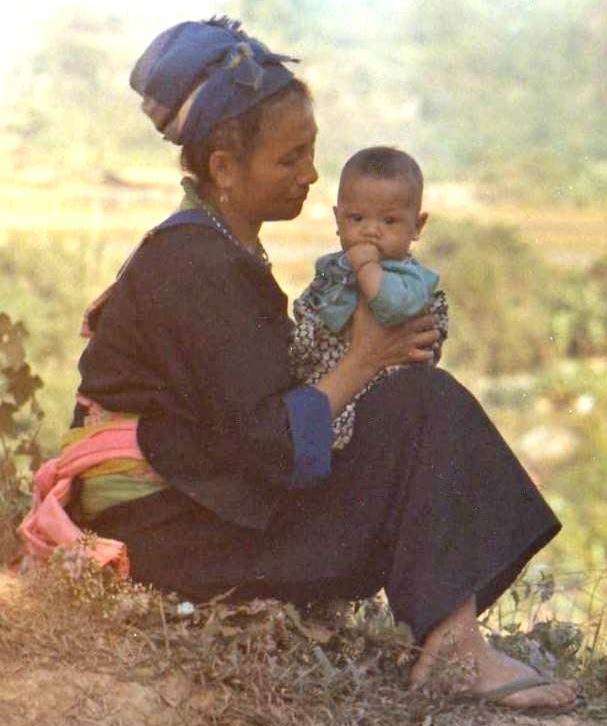
苗族婦女及她的小孩在寮國Long Tieng軍事基地，1973年.

1973年1月27日，美越双方正式签署《巴黎和平協定》，美国从老挝撤退。该条约并没有要求北越撤出其武装力量。为完成从印度支那地区抽身，2月初，美国副总统斯皮罗·阿格纽、国务卿基辛格、前任老挝大使沙利文等人抵达万象，劝说梭发那首相做出让步，尽快签署老挝和平协定。皇家老挝政府不得不接受巴特寮加入政府。1973年2月21日，老挝各爱国力量全权代表与万象政府全权代表在万象签订了《关于在老挝恢复和平和实现民族和睦的协定》，从2月22日正午起停火，30天内成立临时联合政府和国家政治联合委员会，尽快商谈终结战争事宜，保护持久和平。
老挝内战停火后，美国援助资金从每年3亿美元减少到1亿美元。1973年6月，美国国会否决了在8月15日以后继续拨款“让美国部队在柬埔寨、老挝、北越和南越直接或间接支持战斗的活动”，空中侦察也被禁止。作为美国驻老挝使馆人员减半的一部分，1973年8月8日RO改为美国驻老挝大使馆国防武官办公室，由30名军事人员和15名文职人员组成。
1973年8月20日，原依附于富米·诺萨万并被流放泰国的老挝前空军将领涛马，纠集60名空军的反叛者发动政变，从泰国突袭瓦塔机场，企图推翻梭发那政府，夺取老挝政权。这场军事政变很快被瓦解，涛马驾驶的T-28飞机被迫降落，随即被捕并被即刻处决。之后的一个月里，老挝王国政府和老挝爱国阵线相互让步，终于在组建新政府事宜达成一致。双方谈判代表于1973年9月14日在万象共同签署了《老挝议定书》，主要内容包括，万象和琅勃拉邦双方保持和平中立；共同组成一个新的国内政治咨询委员会；在平等基础上共同分配内阁席位；政府中每位部长配有一位来自对方成员的副部长以形成权力制约。至此，老挝国内暂时停止了大规模的武装冲突。
从1974年到1975年，由于美国从印度支那撤离，老挝的权力天平逐步偏向巴特寮。1974年4月5日，组成了以梭发那·富马亲王为首相的第三次联合政府，同时成立了以苏发努冯亲王为主席的民族政治联合委员会，并宣布万象和琅勃拉邦中立化而设立的共同防卫军和共同警察，两派各占一半；各派武装从两市周边撤走；撤走各国大使馆内伪装的军事顾问以杜绝特种战争。1974年5月，苏发努冯为国家重建提出了18点计划，并获得了一致通过，这也象征了他不断提高的统治地位。这项计划包括自由选举、民主权利、尊重宗教和建设性的经济政策，大多都没有引起争议。但是以“国家统一”为由提出的新闻审查制度使得非共力量很难组织来应对巴特寮对国家的逐渐接管。梭发那·富马感到身心疲惫、士气低落，并在1974年7月12日突发心脏病，7月25日前往法国疗养。从那以后，他宣布将在1976年的选举后从政坛退休。反共力量陷入群龙无首的境地，并深陷分裂和腐败的泥潭。与此相对地，苏发努冯是个自信、手段高明的政治家，而在他背后则是具有高度纪律性的来自共产党、巴特寮和越南人民军的干部。美国援助的停止也意味着老挝境内非巴特寮军队的大规模复员。而巴特寮部队则继续得到北越提供的资金和装备。
1975年1月，所有的公众集合和游行示威被禁止。认识到事态发展的趋势，有影响力的商人和政治人物开始将财产转移到泰国、法国和美国。其中部分人也离开老挝前往泰国、法国和美国。1975年2月24日，梭发那康复回国，采取了严厉镇压游行民众的极端措施，引起老挝人民的激愤。

### 1975年
1975年3月，自信美国再也没有能力军事介入印度支那，北越开始对南越的最后总攻。4月底，随着西贡的攻陷，北越取得了战争的胜利。几天前，红色高棉军队进入金边。巴特寮开始意识到胜利很快就要到来。石缸平原上，巴特寮部队在北越重武器和其他部队的支援下开始向西挺进。4月下旬，巴特寮占领了政府位于Sala Phou Khoum十字路口的前哨，打通了巴特寮前往Muang Kassy的13号公路。对于政府中非巴特寮成员，妥协似乎比允许发生在柬埔寨和南越的悲剧发生在老挝要好；投降似乎比暴力革命要好。1975年4月，右派组成的国民议会解散。
集会游行在万象爆发，他们指责政府右派，要求政权更迭。右派大臣从政府辞职逃离老挝，皇家老挝陆军的高级指挥官也纷纷流亡。巴特寮官员接任国防部长，消除了军队抵制巴特寮接管的可能。首相梭发那·富马由于担忧进一步的冲突以及深信苏发努冯对于温和政策的承诺，下令不许抵抗巴特寮。美国也开始撤出它的外交人员。
5月，开始在全国开展了夺权斗争，各地相继建立起人民政权，巴特寮部队进入老挝南部的主要大城市，并在7月上旬占领了琅勃拉邦。随着大多数曾与美国合作的商界人士、政府官员以及其他人员都争着将他们的家庭和财产通过湄公河转移到泰国，恐慌在万象爆发。王宝在认识到失败后带领他的几千苗族士兵和家庭开始流亡，最终大约有全老挝苗人的三分之一离开了老挝。8月，巴特寮部队进入了几乎荒废的万象。最初的几个月，巴特寮履行他们对温和政策的承诺。联合政府的外表被保留下来，没有逮捕和摆样子公审，私有财产也被尊重保护。尽管美国中断援助，老挝和美国的外交关系保留了下来。其他西方国家继续对老挝提供援助，苏联和东欧技术人员开始来到老挝代替离开的美国。然而12月，政策突然发生了急剧的变化。政府和参议会举行了联合会议，苏发努冯在会上要求立即改变，他的要求没有任何反对。
1975年12月1－2日，在万象召开全国人民代表大会，出席代表264人，国王萨旺·瓦达同意退位，梭发那·富马也从政府辞职，废除君主制，老挝人民民主共和国宣告成立，苏发努冯担任最高人民议会主席，凯山·丰威汉从幕后走出，担任总理，成为国家的真正统治者。所谓政治自由和选举消失了，非共产主义报纸几乎被关闭，大规模清洗在公务员、警察、军队中展开。数千人被下派到偏远乡村接受再教育。许多人在那死去，更多的则是在当地滞留多达10年之久。这促使了新一轮的逃离老挝。许多原本愿意为新政权工作的教授和知识分子改变主意逃离老挝。逃离老挝要比逃离越南、柬埔寨简单得多。到1977年为止，已有十分之一的人口离开老挝，其中包括许多重要的商界人士和知识分子。
一旦掌权，巴特寮切断了与邻国（包括中国）的经济联系。当然这其中不包括北越，老挝与河内签订了友好条约。该条约允许北越在老挝境内派驻士兵，并在政府和经济管理安排顾问。多数历史学家认为这标志着第二次印度支那战争的结束。
1976年初老挝人民革命党走出地下状态，正式公开。1977年7月，签订了为期25年的《越老友好合作条约》。

## 苗族的撤退
老挝政权交替过程中富有戏剧性的事件就是王宝和其他苗族领导人从Long Tieng撤退。1975年5月5日，首相梭发那·富马要求王宝与巴特寮合作。王宝将他衣领上的将军星章扔在梭发那·富马的桌上，大步踱出了房间。4天之后，巴特寮官方报纸警告要把苗族消灭到不留一个后代。
美国中情局官员Jerry Daniels是唯一留在Long Tieng的美国人，他开始计划苗族的疏散。然而，他只有一架飞机来撤离350位他认为可能被巴特寮处死的苗族领导人及其家属。在曼谷的准将Heinie Aderholt也在帮助寻找更多的飞机，并派往三名飞行员驾驶两架C-46和一架C-130运输机。由于这次行动是秘密进行，飞机上的美国标记都被清除。三位驾驶员都是美国平民，分别是Les Strouse，Matt Hoff和Al Rich。
5月13日，疏散行动开始。每架飞机每天在Long Tieng和Udorn之间飞行四次。每架飞机每次运输超过65人，多于安全规定的最多35人。千余苗族人聚集在Long Tieng的飞机跑道上等待疏散。情况变得越来越不祥。5月14日，王宝和Jerry Daniels通过直升机秘密撤离到泰国，疏散行动也结束了。第二天，巴特寮不受抵抗地到达Long Tieng。 Jerry Daniels陪伴王宝在蒙大拿州流亡，并返回泰国帮助那里的苗族难民。
没有人预想到数万苗族人被抛在Long Xieng，也没有人想到老挝人会跟着王宝和其他苗族领导人来到泰国。到1975年年底，大约40000苗族人成功徒步越过大山、渡过湄公河抵达泰国。至今究竟有多少人因为试图逃离老挝丧生仍是未知的，但苗族和其他高山族人向泰国的逃离仍持续了许多年。他们因为和美国的合作而在老挝面临巴特寮的镇压。大部分在泰国的苗族人最终定居在美国和其他国家。从1975年到1982年，有53700苗族和其他高山族难民定居在美国，更多的人定居在其他国家。

## 后果

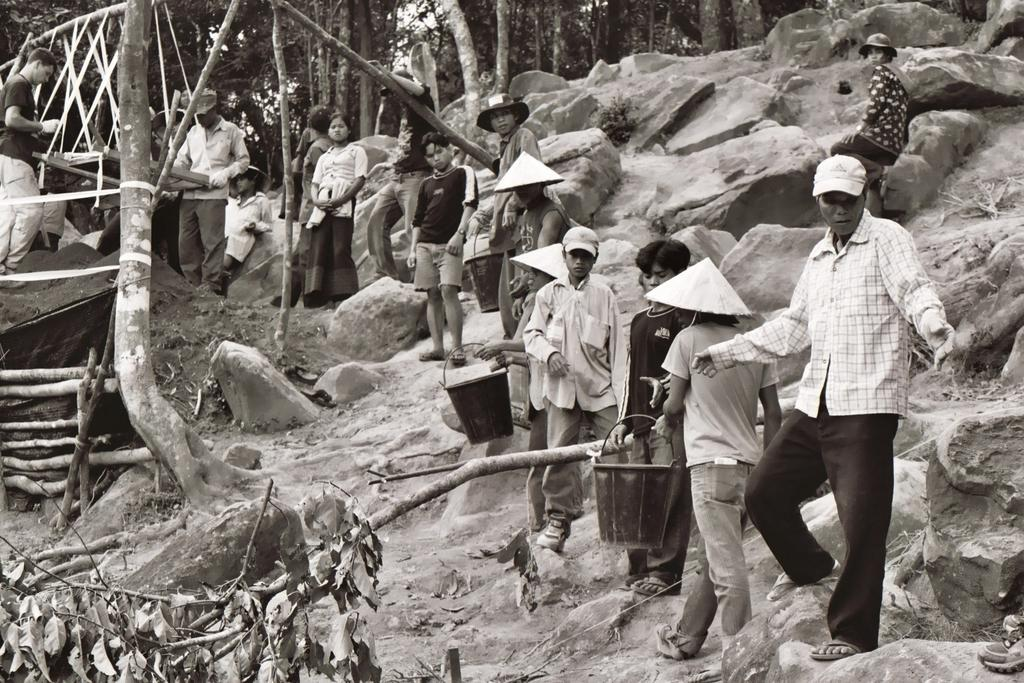
受雇协助派往战俘/失踪人员联合调查司令部的美军的老挝人在老挝泽彭附近的山上筛选并搬运数吨泥土 2004年7月

1997年5月15日，老挝内战结束后的第22年，美国正式承认它在秘密战争中扮演的角色，并树立纪念碑来纪念在战争中对美国空军陆军作出贡献的美国人和苗族人。老挝纪念碑位于阿灵顿国家公墓中肯尼迪火焰和无名士兵墓之间。
老挝政府一直被指责对苗族少数民族实施的种族灭绝。 从1975年巴特寮当权后，冲突一直在持续。1977年，一家共产党报承诺会对美国合作者和他们的家庭穷追到底。在随之而来的苗族叛乱中，巴特寮在越南人民军的合作下共杀害了100,000苗人，达到了苗族400,000人口的四分之一。老挝军队使用非法化学武器来杀害苗族反叛分子和平民。 老挝政府抗议种族灭绝的指控，宣称对苗族的行为是合法政府应对暴力叛乱。
2004年，在受到美国保守派联盟和自由人权活动家联合施加的压力之后， 美国政府废除拒绝老挝苗族难民移民的政策。15，000的苗人在之后被确认为难民并由美国政府给予加急美国移民权利。
由于1964年到1973年美国空军和皇家老挝空军空袭而遗留下来的未爆炸弹药仍给老挝带来伤亡。超过两百万吨的炸弹被投在老挝境内，其中30%并没有立刻爆炸。然后，无论有意还是无意，这些未爆炸的弹药仍对接触到它们的人十分危险。据估计，自从1973年来，由于未爆炸弹药造成的伤亡达到12,000人。2006年，最后一颗炸弹被投下的33年之后，尽管对未爆炸弹药的清除项目进行了十余年，仍有59人因为未爆炸弹药而丧生或受伤。 石缸平原上残余炸弹的数量是如此之多以至于收集并出售炸弹碎片的金属已经成为内战之后的主要工业。

## 引用

### 政府文件
- Military History Institute of Vietnam, Victory in Vietnam: The Official History of the People's Army of Vietnam, 1954–1975. Trans. by Merle Pribbenow. Lawrence KS: University of Kansas Press, 2002.
- Nalty, Bernard C. War Against Trucks: Aerial Interdiction in Southern Laos, 1968–1973. Washington DC: Air Force Museums and History Program, 2005.
- Van Staaveren, Jacob, Interdiction in Southern Laos, 1960–1968. Washington DC: Center of Air Force History, 1993.
- Vongsavanh, Brig. Gen. Soutchay, RLG Military Operations and Activities in the Laotian Panhandle. Washington DC: United States Army Center of Military History, 1980.

### 史书
- War in Laos, 1954–1975. Kenneth J. Conboy. Squadron/Signal Publications, 1994. ISBN 978-0-89747-315-6, ISBN 978-0-89747-315-6.
- At War in the Shadow of Vietnam: United States Military Aid to the Royal Lao Government, 1955–1975. Timothy Castle. Columbia University Press, 1993. ISBN 978-0-231-07977-8, ISBN 978-0-231-07977-8.

### 回忆录
- Henry Kissinger, White House Years.
- Richard Nixon, RN: The Memoirs of Richard Nixon.
- Kao Kalia Yang, The Latehomecomer

### 二手资料
- Adams, Nina S. and Alfred W. McCoy, eds. Laos: War and Revolution. New York: Harper & Row, 1970.
- Breaux, Jarred James, The Laotian Civil War: The Intransigence of General Phoumi Nosavan and American Intervention in the Fall of 1960. Morrisville, N.C.:Lulu, 2008.
- Blaufarb, Douglas, The Counterinsurgency Era.
- Champassak, Sisouk Na, Storm Over Laos. New York: Praeger, 1961.
- Conboy, Kenneth with James Morrison, Shadow War: The CIA's Secret War in Laos. Boulder CO: Paladin Press, 1995.
- Corn, David, Blond Ghost: Ted Shackley and the CIA's Crusades. Simon & Schuster, 1994. ISBN 978-0-671-69525-5, ISBN 978-0-671-69525-5
- Duiker, William J., The Communist Road to Power in Vietnam 2nd ed. Westview Press, 1996.
- Issacs, Arnold, Gordon Hardy, MacAlister Brown, et al., Pawns of War: Cambodia and Laos. Boston: Boston Publishing Company, 1987.
- Karnow, Stanley, Vietnam: A History. New York: Viking, 1983.
- McGehee, Ralph W. Deadly Deceits: My 25 Years in the CIA. New York: Sheridan Square, 1983.
- Morrison, Gayle L. Sky is Falling: an Oral History of the CIA evacuation of the Hmong from Laos, Jefferson, NC: McFarland, 1999
- Osornprasop, Sutayut, Thailand and the secret War in Laos, 1960-1974 (in) Albert Lau (ed.), Southeast Asia and the Cold War,  Milton Park, Abingdon, Oxon ; New York, NY : Routledge, 2012, ISBN 9780415684507 (hardback).
- Robbins, Christopher, Air America. New York: Avon, 1985.
- Robbins, Christopher, The Ravens: Pilots of the Secret War in Laos. Bangkok: Asia Books, 2000.
- Thompson, Larry Clinton, Refugee Workers in the Indochina Exodus, 1975–1982. Jefferson, NC: McFarland, 2010.  （页面存档备份，存于）
- Warner, Roger, Shooting at the Moon: The Story of America's Clandestine War in Laos. South Royalton, VT: Steerforth Press, 1996.